# Руско мешање у изборе у Сједињеним Државама 2016.
Руска Федерација се мешала у америчке председничке изборе 2016. са циљем да нанесе штету кампањи Хилари Клинтон, подстакне кандидатуру Доналда Трампа и повећа политичку и друштвену неслогу у Сједињеним Државама. Према америчкој обавештајној заједници, операцију — кодног назива Пројекат Лахта — је директно наредио руски председник Владимир Путин. Извештај Специјалног саветника, који је објављен у априлу 2019, испитује бројне контакте између Трампове кампање и руских званичника, али је закључено да нема довољно доказа за подизање било какве оптужбе за заверу или координацију против Трампа или његових сарадника.
Агенција за интернет истраживање (ИРА), са седиштем у Санкт Петербургу у Русији и описана као фарма тролова, створила је хиљаде налога на друштвеним мрежама за које се тврдило да су Американци који подржавају радикалне политичке групе и планирали или промовисали догађаје у знак подршке Трампу и против Клинтонове. Дошли су до милиона корисника друштвених медија између 2013. и 2017. године. Измишљени чланци и дезинформације ширени су из медија под контролом руске владе и промовисани на друштвеним мрежама. Поред тога, компјутерски хакери повезани са руском војном обавештајном службом (ГРУ) инфилтрирали су се у информационе системе Демократског националног комитета (ДНЦ), Демократског конгресног комитета за кампању (ДЦЦЦ) и званичника Клинтонове кампање, посебно председника Џона Подесте, и јавно објавили украдене фајлове и мејлове преко ДЦЛеакс, Гуццифер 2.0 и WikiLeaks током предизборне кампање. Неколико особа повезаних са Русијом контактирало је разне сараднике Трампове кампање, нудећи пословне прилике Трамповој организацији и пружајући штетне информације о Клинтоновој. Званичници руске владе негирали су умешаност у било који од хакова или цурења информација.
Активности руског мешања изазвале су снажне изјаве обавештајних агенција Сједињених Држава, директно упозорење тадашњег америчког председника Барака Обаме руском председнику Владимиру Путину, обнављање економских санкција Русији, затварање руских дипломатских објеката и протеривање њиховог особља. Одбори Сената и Представничког дома за обавештајне послове спровели су сопствене истраге о овом питању. Трамп је негирао да је до мешања дошло, тврдећи да је то била "превара" коју је починила Демократска странка да би објаснила Клинтонов губитак.
Федерални истражни биро (ФБИ) је у јулу 2016. отворио истрагу урагана Цроссфире о руском мешању, укључујући посебан фокус на везе између Трампових сарадника и руских званичника и шпијуна и сумњу на координацију између Трампове кампање и руске владе. Руске покушаје да се меша у изборе први су јавно обелоданили чланови Конгреса Сједињених Држава у септембру 2016, потврдиле су америчке обавештајне агенције у октобру 2016, а детаљније их је детаљније објаснио директор Националне обавештајне службе у јануару 2017. Отпуштање Џејмса Комија, директора ФБИ-ја, од стране председника Трампа у мају 2017. делом је било због Комијеве истраге о руском мешању.
Посао ФБИ-а је у мају 2017. преузео бивши директор ФБИ-ја Роберт Милер, који је водио истрагу специјалног тужиоца до марта 2019. Милер је закључио да је руско мешање било „обухватно и систематично” и да је „кршило амерички кривични закон”, а оптужио је двадесет шест руских држављана и три руске организације. Истрага је такође довела до оптужница и осуда званичника Трампове кампање и повезаних Американаца, по неповезаним оптужбама. Извештај Специјалног саветника, који је објављен у априлу 2019. године, испитује бројне контакте између Трампове кампање и руских званичника, али је закључено да, иако је Трампова кампања поздравила руске активности и очекивала се да ће имати користи од њих, није било довољно доказа који би довели до било какве завере или координације. оптужбе против Трампа или његових сарадника.
Истрага Сенатског комитета за обавештајне послове предвођена републиканцима поднела је прву у свом извештају од пет томова од 1.313 страница у јулу 2019. Комитет је закључио да је процена обавештајне заједнице из јануара 2017. у којој се наводи да је руско мешање била „кохерентна и добро конструисана“. У првом тому је такође закључено да је процена била „исправна“, сазнајући од аналитичара да није било „политички мотивисаног притиска за доношење конкретних закључака“. Последњи и пети том, који је био резултат трогодишњих истрага, објављен је у августу 2020. чиме је окончана једна од „конгресних истрага на највишем нивоу“ Сједињених Држава. У извештају Комитета је утврђено да је руска влада учествовала у „опсежној кампањи“ да саботира изборе у корист Трампа, што је укључивало помоћ неких Трампових саветника.
У новембру 2020. године, недавно објављени пасуси из извештаја специјалног тужиоца Роберта Милера указују на то да „Иако је WikiLeaks објавио мејлове украдене из ДНЦ-а у јулу и октобру 2016. и да је Стоун — близак сарадник Доналда Трампа — унапред знао да материјали стижу, истражитељи „није имао довољно доказа“ да докаже активно учешће у хаковима или сазнање да се електронске крађе настављају“.

## Позадина и руски учесници

### Претходно руско мешање у изборе у Украјини
Украјински председнички избори одржани у мају 2014. поремећени су сајбер нападима током неколико дана, укључујући објављивање хакованих мејлова, покушаје измене броја гласова и дистрибуиране нападе ускраћивања услуге да би се одложио коначни резултат. Утврђено је да су их покренули проруски хакери. Малвер који би приказивао графику на којој би кандидат крајње деснице Дмитро Јарош био победник избора уклоњен је из украјинске Централне изборне комисије мање од сат времена пре затварања биралишта. Упркос томе, Први канал у Русији је лажно известио да је Јарош победио, емитујући исту лажну графику која је постављена на сајту изборне комисије. Политиколог Петер Ордесхоок је 2017. рекао: „Ови лажни резултати су били намењени одређеној публици како би се нахранио руски наратив који је од почетка тврдио да ултранационалисти и нацисти стоје иза револуције у Украјини . Исти малвер Софаци који је коришћен у хаковању Централне изборне комисије касније је пронађен на серверима Демократског националног комитета (ДНЦ). Отприлике у исто време када је Русија покушала да хакује изборе 2014, Обамина администрација је добила извештај у коме се сугерише да Кремљ гради програм дезинформација који би могао да се користи за мешање у западну политику.

### Владимир Путин
У децембру 2016, два неидентификована виша обавештајна званичника изјавила су за неколико америчких медија  да су веома уверени да је операцију мешања у председничке изборе 2016. лично руководио Владимир Путин . Под Путиновим упутствима, наводи се да су циљеви операције еволуирали од првог подривања поверења Америке у сопствену демократију до подривања Клинтонове кампање, а до јесени 2016. до директног помагања Трамповој кампањи, вероватно зато што је Путин веровао да ће Трамп ублажити економске санкције . Саветник за политику Русије у њеној председничкој кампањи био је Ричард Лури.
Званичници верују да се Путин лично укључио након што је Русија приступила компјутерима ДНЦ, јер би таква операција захтевала одобрење владе на високом нивоу. Секретар за штампу Беле куће Џош Ернест  и Обамин саветник за спољну политику и писац говора Бен Роудс сложили су се са овом оценом, при чему је Роудс рекао да је за операције овог обима потребна Путинова сагласност. 
У јануару 2017, Канцеларија директора Националне обавештајне службе, је доставила извештај са којег је скинута тајност, (који представља рад ФБИ, ЦИА и НСА) са сличним закључком:
Председник Владимир Путин наредио је кампању утицаја 2016. године на председничке изборе у САД. Руски циљеви су били да поткопа поверење јавности у демократски процес САД, оцрни секретарку Клинтонову и нашкоди њеној кандидатури и потенцијалном председништву. Даље процењујемо да су Путин и руска влада јасно дали предност изабраном председнику Трампу. Имамо велико поверење у ове пресуде.
Путин је окривио Клинтонову за масовне протесте у Русији 2011-2012 против његове владавине, наводи се у извештају  ‍:11(Клинтон је у то време била државни секретар САД). Директор ФБИ Џејмс Коми је такође сведочио да Путин није волео Клинтонову и да је више волео њену противницу, а сама Клинтонова је оптужила Путина да је љут на њу. Мајкл Мекфол, који је био амерички амбасадор у Русији, рекао је да би операција могла да буде одмазда Путина против Клинтонове. Руски стручњак за безбедност Андреј Солдатов је рекао: „[Кремљ] верује да ће са Клинтоновом у Белој кући бити готово немогуће укинути санкције Русији. Тако да је то веома важно питање за Путина лично. Ово је питање националне безбедности.“
Руски званичници су више пута негирали оптужбе. У јуну 2016. портпарол Кремља Дмитриј Песков негирао је било какву повезаност Русије са хакерима ДНЦ . У децембру 2016. године, када су амерички обавештајни званичници јавно оптужили Путина да је директно умешан у тајну операцију, руски министар спољних послова Сергеј Лавров рекао је да је „зачуђен“ овом „глупости“. Путин је такође негирао било какву умешаност Кремља у предизборну кампању, иако је у јуну 2017. рекао новинарима да су „патриотски настројени” руски хакери можда били одговорни за сајбер нападе кампање на САД, а 2018. је изјавио да је желео Трампа да победи на изборима „јер је говорио о враћању односа САД и Русије у нормалу”.

### Амерички тим за борбу против дезинформација
Стејт департмент Сједињених Држава планирао је да употреби јединицу формирану са намером да се бори против дезинформација руске владе, али је она распуштена у септембру 2015. након што су шефови одељења пропустили обим пропаганде пре америчких избора 2016. године . Јединица је била у развоју осам месеци пре него што је расходована. Под називом Тим за борбу против дезинформација, то би било поновно покретање Радне групе за активне мере коју је основала Реганова администрација . Настао је у оквиру Бироа за међународне информативне програме . Радови су почели 2014. године, са намером да се супротставе пропаганди из руских извора као што је ТВ мрежа РТ (раније под називом Руссиа Тодаи). Бета веб страница је била спремна, а Стејт департмент је ангажовао особље за јединицу пре њеног отказивања. Званичници америчке обавештајне службе објаснили су бившем аналитичару Агенције за националну безбедност и контраобавештајном официру Џону Р. Шиндлеру у писању у Тhе New Yourk Observer-y (који је у то време објавио Џаред Кушнер) да је Обамина администрација одлучила да укине јединицу, јер су се плашили антагонизације Русије. Представник Стејт департмента рекао је за International Business Times, након што су га контактирали у вези са затварањем јединице, да су САД узнемирене пропагандом из Русије, а најјача одбрана је искрена комуникација. Амерички државни подсекретар за јавну дипломатију Ричард Стенгел био је главна особа за јединицу пре него што је укинута. Стенгел је 2014. написао да је РТ био ангажован у кампањи дезинформација о Украјини.

### Руски институт за стратешке студије
У априлу 2017, Ројтерс је цитирао неколико неименованих америчких званичника који су изјавили да је Руски институт за стратешке студије (РИСС) развио стратегију да утиче на америчке изборе за Доналда Трампа и, ако то не успе, да разочара гласаче. Развој стратегије је наводно наредио Путин, а руководили су је бивши официри Руске спољне обавештајне службе (СВР), пензионисани генерал СВР Леонид Петрович Решетников који је у то време био на челу РИСС. Институт је био део СВР до 2009. године, након чега је радио за администрацију председника Русије .
Амерички званичници су рекли да су пропагандни напори почели у марту 2016. Први сет препорука, објављен у јуну 2016, предлаже да Русија подржи кандидата за председника САД који је наклоњенији Русији него што је то био Обама, путем новинских кућа које подржава Русија и кампање на друштвеним мрежама. Подржала је Трампа све до октобра, када је донесен још један закључак да ће Хилари Клинтон вероватно победити, а стратегију би требало модификовати тако да ради на поткопавању вере америчких бирача у њихов изборни систем и Клинтонову председништво наводом о превари бирача на изборима. Директор РИСС-а Михаил Фрадков и портпарол Кремља Дмитриј Песков демантовали су оптужбе.

### Припрема
Према кривичној оптужници из фебруара 2018. више од две године пре избора, две Рускиње су добиле визе за, како се наводи у оптужници, тронедељну извиђачку турнеју по Сједињеним Државама, укључујући државе на ратишту као што су Колорадо, Мичиген, Невада и Нови Мексико, да би прикупили обавештајне податке о америчкој политици. У оптужници из 2018. се наводи да је још један руски оперативац посетио Атланту у новембру 2014. у сличној мисији. Да би се утврдили амерички идентитети за појединце и групе унутар одређених заједница друштвених медија, стотине имејлова, PаyPаl и банковних рачуна и лажних возачких дозвола су креиране за фиктивне Американце — а понекад и праве Американце чији су бројеви социјалног осигурања били украдени.

## Друштвени медији и интернет тролови
Према Муеллер-овом извештају специјалног тужиоца (званично назван „Извештај о истрази руског мешања у председничке изборе 2016.“), први метод руског мешања користила је Агенција за истраживање интернета (ИРА), трол повезан са Кремљом. фарм, да води „кампању на друштвеним медијима која је фаворизовала председничког кандидата Доналда Џеј Трампа и омаловажавала председничког кандидата Хилари Клинтон“. Агенција за интернет истраживање је такође настојала да „испровоцира и појача политичку и друштвену неслогу у Сједињеним Државама“.
До фебруара 2016. интерни документи ИРА-е показивали су налог да се подрже кандидатуре Доналда Трампа и Бернија Сандерса, док су чланови ИРА-е требало да „искористе сваку прилику да критикују” Хилари Клинтон и остале кандидате. Од јуна 2016. ИРА је организовала предизборне скупове у САД „често промовишући“ Трампову кампању док се „супротстављала“ кампањи Клинтонове. ИРА се представљала као Американци, скривајући своје руско порекло, док је од чланова Трампове кампање тражила дугмад, флајере и постере за скупове.
Руска употреба друштвених медија за ширење пропагандног садржаја била је веома широка. Коришћени су Фејсбук и Твитер, али и Редит, Тумблр, Пинтерест, Медиум, YouTube, Vine и Google+ (између осталих сајтова). Инстаграм је био далеко најчешће коришћена платформа и она која је углавном остала ван очију јавности до краја 2018. Муеллеров извештај наводи групе које је створила ИРА на Фејсбуку, укључујући „наводне конзервативне групе“ (нпр „Вести о чајанки“), „наводне црначке групе за социјалну правду“ (нпр „Блацктивист“), „ЛГБT групе“ („ЛГБТ Унитед“) и „верске групе“ („Уједињени муслимани Америке“).
Процењује се да су огласи које су купили руски оперативци за сајт друштвених медија Фејсбук достигли 10 милиона корисника. Али много више корисника Фејсбука контактирали су налози које су креирали руски глумци. Познато је да су Руси отворили 470 налога на Фејсбуку током кампање 2016. Од тих налога, шест је генерисало садржај који је подељен најмање 340 милиона пута, према истраживању које је спровео Џонатан Олбрајт, директор истраживања Центра за дигитално новинарство Универзитета Колумбија . Најоштрији Трампови интернет промотери били су плаћени руски пропагандисти/тролови, којих је Гардијан проценио на неколико хиљада. (До 2017. амерички медији су се фокусирали на руске операције на Фејсбуку и Твитеру, а руски оперативци су прешли на Инстаграм.)  У Муеллеровом извештају је утврђено да је ИРА потрошила 100.000 долара за више од 3.500 Фацебоок огласа од јуна 2015. до маја 2017. који су укључивали рекламе против Клинтонове и про-Трампове. За поређење, кампање Клинтонове и Трампа потрошиле су 81 милион долара на Фацебоок огласе.
Измишљени чланци и дезинформације  ширили су се из медија под контролом руске владе, РТ-а и Спутњика да би се популаризовали на проруским налозима на Твитеру и другим друштвеним медијима. Истраживачи су упоредили руску тактику током америчких избора 2016. са „активним мерама“ Совјетског Савеза током Хладног рата , али су им олакшали коришћење друштвених медија.
Надгледање 7.000 про-Трампових налога на друштвеним мрежама током а2 1⁄2 -годишњи период, истраживачи ЈМ Бергер, Ендру Вајсбурд и Клинт Вотс  открили су да извештаји оцрњују критичаре руских активности у Сирији и пропагирају неистине о Клинтоновом здрављу. Вотс је открио да је руска пропаганда усмерена на подстицање „неистомишљеника или завере против америчке владе и њених институција“, и до јесени 2016. појачавање напада на Клинтонову и подршку Трампу, путем друштвених медија, интернет тролова, ботнет -а и веб-сајтова .
Пратећи вести на Твитеру упућене једној држави (Мичиген) пре избора, Филип Н. Хауард је открио да је отприлике половина измишљена или неистинита; друга половина је дошла из правих извора вести. У наставку анализе након избора, Хауард и други истраживачи су открили да су најистакнутије методе дезинформација биле тобоже „органско објављивање, а не рекламе“, а активност утицаја се повећала након 2016. и није била ограничена на изборе.
Фејсбук је првобитно негирао да су лажне вести на њиховој платформи утицале на изборе и инсистирао је да не зна за било какве рекламе које финансира Русија, али је касније признао да је око 126 милиона Американаца можда видело постове које су објавили руски оперативци. Критикован због неуспеха да спречи ширење лажних вести на својој платформи током избора 2016. Фацебоок је првобитно мислио да би проблем лажних вести могао да се реши инжењерингом, али је у мају 2017. објавио планове да запосли 3.000 рецензената садржаја.
Према анализи БуззФеед Невс-а, „20 најуспешнијих лажних изборних прича са лажних сајтова и хиперпартијских блогова изазвало је 8.711.000 дељења, реакција и коментара на Фејсбуку“. У септембру 2017, Фејсбук је саопштио конгресним истражитељима да је открио да је стотине лажних налога повезаних са руском фармом тролова купило 100.000 долара у рекламама које су циљале на публику избора у САД 2016. Огласи, који су се приказивали између јуна 2015. и маја 2017., првенствено су се фокусирали на друштвена питања која изазивају поделе; отприлике 25% је било географски циљано. Фејсбук је такође предао информације о куповини огласа везаних за Русију специјалном саветнику Роберту Милеру. Укључено је око 3.000 огласа, а пре избора их је погледало између четири и пет милиона корисника Фејсбука. Дана 1. новембра 2017. Одбор за обавештајне послове Представничког дома објавио је узорак Фацебоок огласа и страница које су биле финансијски повезане са Агенцијом за интернет истраживање. Анализа из 2019. коју је урадио  The Васхингтон Пост „Оутлоок“ прегледала је велики број трол налога активних 2016. и 2018. и открила да многи личе на органске кориснике. Уместо да су потпуно негативни и очигледни, многи потврђени налози тролова су користили хумор и били су „мудри у искоришћавању питања културе и идентитета и често су међу првима који су покренули нове разговоре који изазивају поделе“, од којих су неки брзо прешли у главне штампане медије.
У јануару 2023, студија Центра за друштвене медије и политику Универзитета у Њујорку о утицају руских тролова на Твитеру показала је да су они имали мали утицај на ставове, поларизацију или гласачко понашање бирача 2016. Студија је била ограничена на Твитер и није испитивала друге друштвене медије, као што је много већи Фејсбук. Није се бавило руским операцијама хаковања и цурења: „Друга велика студија из 2018. коју је спровела професорка комуникација Универзитета Пенсилваније Кетлин Хол Џејмисон сугерише да су оне вероватно играле значајну улогу у исходу трке 2016. На крају, то не сугерише да операције страног утицаја уопште нису претња." Утврђено је да су бирачи који су већ били благонаклоно расположени према Трампу били највише изложени. „Само 1 одсто корисника Твитера чини 70 одсто изложености налозима које је Твитер идентификовао као руске трол налоге. Веома партијски републиканци су били изложени девет пута више позиција него нерепубликанци.“ 

## Сајбер напад на демократе
Према Милеровом извештају, други метод руског мешања довео је до тога да је руска обавештајна служба, ГРУ, хаковала налоге е-поште у власништву волонтера и запослених у председничкој кампањи Клинтонове, укључујући и председавајућег кампање Џона Подесте, и такође хаковала „ компјутерске мреже Одбора за кампању демократског конгреса (ДЦЦЦ) и Демократског националног комитета (ДНЦ)“. Као резултат тога, ГРУ је прибавио стотине хиљада хакованих докумената, а ГРУ је наставио тако што је организовао објављивање штетног хакованог материјала преко организације WikiLeaks, као и ГРУ-ових личности „ ДЦЛеакс “ и „ Гуццифер 2.0 “.
Почев од марта 2016. године, руска војна обавештајна агенција ГРУ је слала „ подводне “ мејлове усмерене на више од 300 појединаца повезаних са Демократском странком или Клинтоновом кампањом, према оптужници Специјалног тужиоца од 13. јула 2018. Користећи злонамерни софтвер за истраживање рачунарских мрежа ДНЦ-а и ДЦЦЦ-а , прикупили су десетине хиљада е-порука и прилога и избрисали компјутерске евиденције и датотеке како би прикрили доказе о својим активностима. Они су сачувани и објављени у фазама у јавности током три месеца пре избора 2016. Неки су пуштени стратешки како би одвратили пажњу јавности од медијских догађаја који су били или корисни за кампању Клинтонове или штетни за Трампову.
Прва транша од 19.000 мејлова и 8.000 прилога објављена је 22. јула 2016, три дана пре демократске конвенције. Извјештавање које је резултирало створило је утисак да је Демократски национални комитет био пристрасан против Клинтоновог примарног кандидата за демократе Бернија Сандерса (који је добио 43% гласова на предсједничким предсједничким изборима демократа) и приморао је предсједницу ДНЦ -а Деббие Вассерман Сцхултз да поднесе оставку, пореметивши планове Клинтонова кампања. Друга транша је пуштена 7. октобра, неколико сати након што је Обамина администрација објавила саопштење Одељења за унутрашњу безбедност и директора Националне обавештајне службе у којем оптужују руску владу за мешање у изборе путем хаковања, а само 29 минута након што је Вашингтон Пост је пренео на видео снимку Аццесс Холливоод- а где се Трамп хвалио да је хватао жене „за пичку“. Украдени документи су ефективно одвукли пажњу медија и бирача са обе приче.
Украдени мејлови и документи су дати и платформама које су креирали хакери — веб-сајту под називом ДЦЛикс и личности Гучифер 2.0 која тврди да је један хакер — и неидентификованој организацији за коју се верује да је WikiLeaks. (Руси су регистровали домен dcleaks.com, користећи углавном Биткоин за плаћање домена и хостинга.) 

### Хаковање Подеста
Џон Подеста, председавајући председничке кампање Хилари Клинтон, примио је 19. марта 2016. е-поруку о фишингу коју су руски оперативци наводно упозорили на „компромис у систему“ и позивајући га да „одмах“ промени лозинку тако што ће кликнути на линк. Ово је омогућило руским хакерима да приступе око 60.000 имејлова са Подестиног приватног налога.
Џон Подеста је касније рекао за Мит д Прес да је ФБИ разговарао са њим само једном у вези са његовим хакованим имејловима и да није био сигуран шта је предузето све до месец дана пре избора у октобру. 7 „када [Викиликсов Џулијан] Асанж ... почео да их избацује и рекао да ће их све избацити, тада сам знао да имају садржај мог налога е-поште.“  WikiLeaks објава од 7. октобра почела је мање од сат времена након што је Вашингтон Пост објавио снимак Доналда Трампа и Билија Буша који снимку Аццесс Холливоод траку, WikiLeaks је на Твитеру објавио да посједује 50.000 Подестиних мејлова, а неколико сати након што је Обамина администрација објавила Саопштење Министарства за унутрашњу безбедност и директора Националне обавештајне службе у коме се наводи „Обвештајна заједница САД (УСИЦ) је уверена да је руска влада управљала недавним компромисима е-маилова америчких особа и институција, укључујући и политичке организације САД“.
У почетку је објавио 2.050 њих. Кеш је укључивао мејлове који су садржали транскрипте Клинтонових плаћених говора банкама на Волстриту, контроверзне коментаре особља о католичким бирачима, сукобе међу запосленима у Клинтоновој кампањи, као и потенцијалне потпредседничке изборе за Клинтонову. Клинтонова кампања није потврдила нити демантовала аутентичност мејлова, али је нагласила да су их украле и дистрибуирале странке које су непријатељски настројене према Клинтоновој и да су „највиши званичници националне безбедности“ изјавили „да документи могу бити лажирани као део софистициране руске кампање дезинформисања. "

### ДНЦ хак
Обавештајна заједница Сједињених Америчких Држава закључила је до јануара 2017. да је ГРУ (користећи имена Цоси Беар и Фанци Беар) добио приступ компјутерској мрежи Демократског националног комитета (ДНЦ) – формалног управљачког тела Демократске странке – у јулу 2015. и одржавао га најмање до јуна 2016, када су почели да цуре украдене информације преко Гуццифер 2.0 онлајн персоне, ДЦЛеакс.цом и WikiLeaks. Деби Васерман Шулц дала је оставку на место председнице ДНЦ-а након што је WikiLeaks објавио е-маилове који су показали да званичници ДНЦ-а разговарају о Бернију Сандерсу и његовој председничкој кампањи на подругљив и погрдан начин. Процурели мејлови укључивали су личне податке о донаторима Демократске партије, са бројевима кредитних картица и социјалног осигурања, мејлове Васермана Шулца који је званичника Сандерсове кампање назвао „проклетим лажовом“.
Након што је WikiLeaks 22. јула објавио велики број хакованих мејлова, ФБИ је најавио да ће истражити крађу ДНЦ мејлова .

#### Обавештајна анализа напада
У јуну и јулу 2016, стручњаци и компаније за сајбер безбедност, укључујући ЦровдСтрике, Фиделис, ФиреЕие, Мандиант, СецуреВоркс, Симантец  и ТхреатЦоннецт, изјавили су да је цурење е-поште ДНЦ-а део серије сајбератта о ДНЦ- у који су починиле две руске обавештајне групе, назване Фанци Беар и Цоси Беар, такође познате као АПТ 28 и АПТ29 / Тхе Дукес. ТхреатЦоннецт је такође приметио могуће везе између пројекта ДЦ Леакс и руских обавештајних операција због сличности са обрасцима напада Фанци Беар. СецуреВоркс је додао да је група глумаца деловала из Русије у име руске владе. де Волкскрант је касније известио да је холандска обавештајна агенција АИВД продрла у руску хакерску групу Цози Беар 2014. године и посматрала их 2015. како хакују Стејт департмент у реалном времену, док су снимали слике хакера преко безбедносне камере у њихов радни простор. Америчке, британске и холандске обавештајне службе су такође приметиле украдене ДНЦ мејлове на руским војним обавештајним мрежама.

#### Реакција обавештајних служби и оптужница
Секретар Џонсон и директор Клапер су 7. октобра 2016. издали заједничку изјаву да је обавештајна заједница уверена да је руска влада управљала недавним компромисима е-маилова од америчких особа и институција, укључујући и америчких политичких организација, и да је обелодањивање хакованих е-маилови на сајтовима као што су ДЦЛеакс.цом и WikiLeaks су у складу са напорима руског усмерења.
У оптужници Министарства правде из јула 2018. против дванаест руских обавештајних званичника ГРУ -а који су се представљали као „Гучифер 2.0 персона“ за заверу да се мешају у изборе 2016. била је за хаковање компјутера Клинтонове кампање, Демократски национални Одбор, државни изборни одбори и секретари неколико држава. Оптужница описује "распрострањени и континуирани сајбер напад на најмање три стотине људи повезаних са Демократском странком и кампањом Клинтонове". Процурели украдени досијеи објављени су „у фазама“, што је тактика која је „пустошила Демократску странку током већег дела изборне сезоне“.
Једна збирка података до које су хакери дошли и која је можда постала „разорно оружје“ против Клинтонове кампање била је анализа података кампање и модели излазности бирача, изузетно корисни у циљању порука на „кључне бирачке групе“ које је Клинтонова требала да мобилише . Руски оперативци су касније бомбардовали ове гласаче негативним информацијама о Клинтоновој на друштвеним мрежама.

#### ВикиЛикс
У априлу 2017, директор ЦИА-е Мајк Помпео рекао је да је Викиликс непријатељска обавештајна агенција уз помоћ страних држава, укључујући Русију, и да је америчка обавештајна заједница закључила да је руско „пропагандно издање“, РТ, ушло у заверу са Викиликсом.
WikiLeaks  и његов оснивач Џулијан Асанж  дали су низ изјава у којима негирају да је руска влада извор материјала. Међутим, анонимни званичник ЦИА-е рекао је да су руски званичници пренели хаковану е-пошту на Викиликс користећи „заобилазни пут“ од руских војних обавештајних служби (ГРУ) до Викиликса преко трећих страна.
У приватној поруци која је процурила на Твитеру, Асанж је написао да би на изборима 2016. године „било много боље да ГОП победи“, као и да је Хилари Клинтон била „садистички социопата“.

#### Хаковање конгресних кандидата
Хилари Клинтон није била једина нападнута демократа. Складиште докумената Конгресног одбора демократске кампање које је украо „Гуцифер 2.0“ такође је пуштено у јавност новинарима и блогерима широм САД Како је један демократски кандидат рекао: „Цео наш интерни стратешки план је објављен, и одједном је сав овај материјал био тамо и могао је бити употребљен против мене." „Њујорк тајмс“ је приметио: „Места која је Гучифер 2.0 циљао у депонијама докумената тешко да су била насумична: то су биле неке од најконкурентнијих трка у хаусу у земљи“.

##### Хаковање републиканаца
Директор ФБИ Џејмс Коми рекао је 10. јануара 2017. Комитету Сената за обавештајне послове да је Русија успела да „прикупи неке информације од мета повезаних са републиканцима, али их није процурила у јавност“. У ранијим изјавама, званичник ФБИ је навео да су покушаји Русије да приступе РНЦ серверу били неуспешни, или је наводно рекао председнику РНЦ-а да су њихови сервери безбедни, али да су налози е-поште појединачних републиканаца (укључујући Колина Пауела) били прекршена. (Преко 200 мејлова од Колина Пауела постављено је на веб локацију ДЦ Леакс .)  Једна држава Републиканска партија (Илиноис) можда је хаковала неке од својих налога е-поште.

##### Грађанска тужба ДНЦ против Руске Федерације
Демократски национални комитет је 20. априла 2018. поднео грађанску тужбу федералном суду у Њујорку, оптужујући руску владу, Трампову кампању, WikiLeaks и друге за заверу да се промени ток председничких избора 2016. и тражећи новчану одштету. и изјава о признању кривице. Судија је тужбу одбацио, јер Њујорк „не признаје конкретне деликтне захтеве изнете у тужби“; судија није донео закључак о томе да ли је било или није било „дослуха између оптужених и Русије током председничких избора 2016. године“.

##### Трамп позива Русе да хакују или пронађу Клинтонове избрисане мејлове
На конференцији за новинаре 27. јула 2016. Трамп је јавно позвао Русију да хакује и ослободи избрисане мејлове Хилари Клинтон са њеног приватног сервера током њеног мандата у Стејт департменту .
Русијо, ако слушаш, надам се да ћеш успети да пронађеш 30.000 мејлова који недостају, мислим да ћеш вероватно бити награђен од наше штампе.

Трампов коментар осудиле су штампа и политичке личности, укључујући и неке републиканце; одговорио је да је говорио саркастично. Неколико демократских сенатора је рекло да Трампови коментари изгледају као да крше Логанов закон, а професор Правног факултета са Харварда Лоренс Триб је додао да би Трампов позив могао бити издајничко .
У савезној оптужници против руских агената ГРУ из јула 2018. наводи се да се први, и неуспешни, покушај руских хакера да се инфилтрирају на компјутерске сервере у Клинтоновим канцеларијама догодио истог дана (27. јула 2016.) када је Трамп направио своју „Русија ако си слушајући“ апел. Иако у оптужници није наведена никаква директна веза са Трамповом примедбом, новинарка Џејн Мајер назвала је тајминг „ударним”.
Трамп је у марту 2019. изјавио да се шалио када је дао примедбу. Кејти Тур из НБЦ њуза је интервјуисала Трампа одмах након опаске из 2016, напоменувши да му је дала прилику да то окарактерише као шалу, али он није.

## Циљање важних гласачких блокова и институција
У својој анализи руског утицаја на изборе 2016, Кетлин Хол Џејмисон тврди да су се Руси ускладили са „географским и демографским циљевима“ Трампове кампање, користећи тролове, друштвене мреже и хаковане информације да циљају одређене важне бирачке јединице.

### Покушаји сузбијања гласова Афроамериканаца и ширења отуђења
Према Вок-у, руска агенција за истраживање интернета (ИРА) фокусирала се на културу муслимана, хришћана, Тексаса и ЛГБТК особа, како би ангажовала те заједнице као део шире стратегије за продубљивање друштвених и политичких подела у САД, али ништа друго група је добила исто толико пажње као и Црни Американци, чији је одзив бирача историјски био кључан за избор демократа. Руска кампања утицаја користила је низ тактика са циљем да смање њихов глас за Хилари Клинтон, према извештају из децембра 2018. (The Tactics & Tropes of the Internet Research Agency)  који је наручио Комитет за обавештајне послове Сената .
Укупно 30 Фацебоок страница које циљају на црне Американце и 10 ИоуТубе канала који су објавили 571 видео снимак у вези са полицијским насиљем над АфроАмериканцима. Тајни руски Инстаграм налог @блацкстаграм имао је више од 300.000 пратилаца. Различите Фацебоок странице које су циљале Афроамериканце и касније су за које је утврђено да су Руси прикупиле су укупно 1,2 милиона појединачних пратилаца, наводи се у извештају. Фацебоок страница за (руског) Блацктивист-а, прикупила је више погодака од (не-руске) Фацебоок странице Блацк Ливес Маттер.
Операције утицаја су укључивале регрутовање типично непознате имовине која би организовала догађаје и ширила садржај руских утицајних људи, ширење видео снимака злостављања полиције и ширење обмањујућих информација о томе како гласати и за кога гласати. Покушај циљања на црне Американце упоређује се са покушајем КГБ-а да подстакне расне тензије током операције ИНФЕКЦИЈА .

### Узбуђивање конзервативних бирача
Најмање 25 страница на друштвеним мрежама које привлаче 1,4 милиона пратилаца су креирали руски агенти да циљају америчку политичку десницу и промовишу Трампову кандидатуру. Пример циљања било је додавање материјала Блуе Ливес Маттер на платформе друштвених медија од стране руских оперативаца након што се покрет Блацк Ливес Маттер преселио у центар пажње јавности у Америци и изазвао про-полицијску реакцију.
Џејмисон  је приметио да постоји разлог да се верује да ће Доналд Трамп имати слабе резултате међу два нормално поуздана конзервативна републиканска гласачка блока — хришћанима који иду у цркву и припадницима војне службе и њиховим породицама. Сматрало се да је побожне хришћане одвратио Трампов начин живота као социјалиста на Менхетну, познат по своја три брака и многим аферама, али не и по било каквим религиозним уверењима, који се хвалио да пипа жене. Војном особљу можда недостаје ентузијазам за кандидата који је избегавао службу у Вијетнаму , али који је себе описао као „храброг војника“ који је морао да се суочи са својим „личним Вијетнамом“ са претњом од полно преносивих болести и који се ругао Голду Звездани родитељи и бивши ратни заробљеник Џон Мекејн . Да би превазишли Трампову могућу лошу репутацију међу евангелистима и ветеранима, руски тролови су креирали мемове који су користили типичне конзервативне друштвене ставове о људима боје коже, муслиманима и имигрантима . Један такав мем супротстављао је фотографије ветерана бескућника и имигранта без докумената, алудирајући на уверење да имигранти без докумената имају посебан третман. Излазне анкете Си-Ен-Ена показале су да је Трамп предводио Клинтонову међу ветеранима за 26 процентних поена и освојио већи проценат евангелистичких гласова него било који од два претходна републиканска председничка кандидата, што указује да је ова тактика можда успела.

## Упади у државне изборне системе
Извештај Комитета Сената за обавештајне послове из 2019. године  открио је „ниво активности без преседана против државне изборне инфраструктуре“ руске обавештајне службе 2016. Активност се догодила у „свих 50 држава” и „многи званичници и стручњаци” сматрају да је била „пробна ... да испита америчку одбрану и идентификује слабости у огромном позадинском апарату — операцијама регистрације бирача, базама података о државним и локалним изборима, књигама електронских гласања и другој опреми“ државних изборних система. У извештају се упозорава да Сједињене Државе „остају рањиве“ на изборима 2020. године.
„Посебну забринутост“ у извештају комитета било је руско хаковање три компаније „које државама обезбеђују позадинске системе који све више замењују дебеле повезе папира који се користе за проверу идентитета бирача и статуса регистрације“.

### Упади у државне системе за регистрацију бирача
Током лета и јесени 2016. године, руски хакери су упали у базе података бирача и софтверске системе у 39 различитих држава, узнемирујући званичнике Обамине администрације до те мере да су предузели корак без преседана да директно контактирају Москву преко телефонске линије Москва–Вашингтон и упозоравају да ће напади ризиковао да изазове шири сукоб.
ФБИ је још у јуну 2016. послао упозорење државама о „лошим актерима“ који испитују системе државних избора како би тражили рањивости. У септембру 2016, директор ФБИ Џејмс Коми је сведочио пред Комитетом за правосуђе Представничког дома да ФБИ истражује руске хакере који покушавају да поремете изборе 2016. и да су федерални истражитељи открили активности везане за хакере у државним базама података о регистрацији бирача, које су независне процене утврђено да су меке мете за хакере. Коми је навео да је било више покушаја хаковања регистрација у бази бирача. Директор Националне обавештајне службе Џејмс Клапер приписао је покушаје руског хаковања Владимиру Путину .
У августу 2016. године, ФБИ је издао „блиц упозорење“ широм земље упозоравајући званичнике државних избора о покушајима хаковања. У септембру 2016. званичници америчког Министарства за унутрашњу безбедност и Национална асоцијација државних секретара објавили су да су хакери продрли или покушали да продру у системе за регистрацију бирача у више од 20 држава током претходних неколико месеци. Федерални истражитељи су ове покушаје приписали хакерима које спонзорише руска влада, а посебно руским обавештајним агенцијама. Четири упада у базе података о регистрацији бирача су била успешна, укључујући упаде у базе података Илиноиса и Аризоне. Иако се чинило да хакери нису мењали или манипулисали подацима, званичници Илиноиса су рекли да су украдене информације о до 200.000 регистрованих бирача. Као резултат тога, ФБИ и ДХС су повећали своје напоре у координацији избора и безбедности са државним званичницима. Секретар за унутрашњу безбедност Јех Јохнсон известио је да је 18 држава затражило помоћ за безбедност гласачког система од ДХС. Одељење је такође понудило процене ризика државама, али само четири државе су изразиле интересовање, пошто су се избори брзо приближавали. Извештаји о упадима у базу података изазвали су узбуну лидера мањине у Сенату Харија Рида, демократе из Неваде, који је писао ФБИ-у рекавши да страни покушаји да се доведу у сумњу слободне и поштене изборе представљају опасност за демократију која није виђена још од Хладног рата .
Чланак од 5. јуна 2017. у Интерцепту описује како се у „строго тајном извештају Агенције за националну безбедност“ (од 5. маја 2017.) „детаљно описује вишемесечни покушај руског хаковања против изборне инфраструктуре САД“. НСА није извела закључке, али је известила о „могућности да је руско хаковање могло да пробије бар неке елементе система гласања, са забрињавајуће неизвесним резултатима“. Извештај НСА открио је да су хакери руске војске ГРУ користили нападе подводног риболова да би успешно добили акредитиве за пријаву запослених и информације за пријаву у ВР Системс, продавцу софтвера за изборе. Те информације „могу да се користе за продор у 'корпоративне ВПН-ове, е-пошту или услуге у облаку', омогућавајући приступ интерним корпоративним подацима". Два месеца касније, други напад је користио „ тројанизоване “ Мицрософт Ворд документе који су наводно били од запосленог у ВР системима. На мети су били званичници у организацијама локалне управе који су били „умешани у управљање системима регистрације бирача“. Ова врста напада дала је хакерима исти неограничен приступ и могућности као и поуздани корисници. НСА је била несигурна у вези са резултатима овог напада. У извештају су детаљно описани други руски напади.
Савезне власти су 22. септембра 2017. обавестиле изборне званичнике 21 државе да су њихови изборни системи били мета. „У већини случајева, државе су рекле да им је речено да системи нису пробијени. Више од годину дана након почетних упозорења, ово је била прва званична потврда коју су многе државне владе добиле да су њихове државе биле на мети. Штавише, највиши изборни званичници држава Висконсин и Калифорнија негирали су федералне тврдње. Државни секретар Калифорније Алекс Падиља рекао је: „Гларачи Калифорније могу даље да буду сигурни да инфраструктуру и веб странице за изборе државног секретара Калифорније нису хаковали или провалили руски сајбер актери ... Наше обавештење од ДХС-а прошлог петка не само да је каснило годину дана, већ се показало и као лоша информација.“
У мају 2018. Обавештајни комитет Сената објавио је свој привремени извештај о безбедности избора. Комитет је закључио, на двопартијској основи, да је одговор америчког Министарства за унутрашњу безбедност на напоре руске владе да поткопа поверење у процес гласања у САД био „неадекватан“. Комитет је известио да је руска влада успела да продре у изборне системе у најмање 18, а вероватно и до 21, држави, и да су у мањем подскупу држава инфилтратори „могли да измене или избришу податке о регистрацији бирача“, иако им је недостајало способност манипулисања појединачним гласовима или бирачким бројем. Комитет је написао да је неуспех инфилтратора да искористе рањивости у изборним системима могао бити зато што су „одлучили да не предузму акцију“ или зато што су „само прикупљали информације и тестирали способности за будући напад“. Да би спречио будуће инфилтрације, одбор је дао низ препорука, укључујући да „у најмању руку, свака машина купљена убудуће треба да има папирни траг који је верификован гласачем и да нема ВиФи могућност“.

## Истраживање финансијских токова
До јануара 2017, вишеагенцијска истрага, коју су спровели ФБИ, ЦИА, НСА, Министарство правде, Мрежа за борбу против финансијских злочина и представници ДНИ, била је у току и која је испитивала како је руска влада можда тајно финансирала напоре да се помоћ Трампу да победи на изборима током неколико месеци спроводило је шест савезних агенција. Истраге против Картера Пејџа, Пола Манафорта и Роџера Стоуна биле су у току 19. јануара, уочи председничке инаугурације.

### Новац је прошао кроз НРА
До јануара 2018, ФБИ је истраживао могуће усмеравање илегалног новца од стране Александра Торшина, заменика гувернера Централне банке Русије, преко Националног стрељачког савеза, који је тада коришћен да помогне Доналду Трампу да добије председнички положај. Познато је да Торшин има блиске везе и са руским председником Владимиром Путином и са НРА, а оптужен је и за прање новца у другим земљама.
НРА је известила да је потрошила 30 милиона долара за подршку Трамповој кампањи 2016, што је три пута више од тога што је потрошила на Мита Ромнија 2012, и потрошила више од било које друге независне групе, укључујући водећи Трампов суперПАЦ. Извори са везама са НРА навели су да је стварна потрошена сума била много већа од 30 милиона долара. Подјединице унутар организације које су дале донације генерално нису обавезне да открију своје донаторе.
Шпански специјални тужилац Хосе Гринда Гонзалес рекао је да је шпанска полиција почетком 2018. дала прислушкивани аудио запис ФБИ- ју телефонских разговора између Торшина и осуђеног перача новца и боса мафије Александра Романова. Торшин се састао са Доналдом Трампом млађим на догађају НРА у мају 2016. док је покушавао да посредује у сусрету Доналда Трампа и Владимира Путина .
Марија Бутина, руска активисткиња против контроле оружја која је служила као специјални помоћник Торшину и која је дошла у САД са студентском визом да би похађала универзитетску наставу у Вашингтону, тврдила је и пре и после избора да је била део Трампове кампање. комуникације са Русијом. Као и Торшин, она је гајила близак однос са НРА. У фебруару 2016, Бутина је покренула консултантски посао под називом Бридгес ЛЛЦ са републиканским политичким оперативцем Полом Ериксоном . Током Трампове председничке кампање Ериксон је контактирао Рика Дирборна, једног од Трампових саветника, написавши у мејлу да има блиске везе и са НРА и са Русијом, и питајући како би се могао организовати састанак између Трампа и Путина. Е-маил је касније прослеђен федералним истражитељима у оквиру истраге о мешању Русије у председничке изборе. 15. јула 2018, Бутина је ухапсио Федерални истражни биро и оптужен за заверу да делује као нерегистровани руски агент који је покушао да створи позадински канал комуникације између америчких републиканаца/конзервативаца и руских званичника инфилтрирањем у Националну стрељачку асоцијацију, Национални молитвени доручак и конзервативне верске организације.

### Новац од руских олигарха
Од априла 2018. Муеллерови истражитељи су испитивали да ли су руски олигарси директно или индиректно давали илегалне готовинске донације Трамповој кампањи и инаугурацији . Истражитељи су испитивали да ли су олигарси инвестирали у америчке компаније или трустове мозгова који имају комитете за политичку акцију повезане са кампањом, као и новац који је преко америчких сламнатих донатора усмеравао у Трампову кампању и инаугурациони фонд. Најмање један олигарх, Виктор Векселберг, приведен је и претресени његови електронски уређаји док је својим приватним авионом стигао на аеродром у Њујорку почетком 2018. Векселберг је испитан у вези са стотинама хиљада долара уплата које су извршене Мајклу Коену након избора, преко Цолумбус Нова, америчког огранка Векселбергове Ренова групе . Још један олигарх је такође приведен на недавном путовању у Сједињене Државе, али је нејасно да ли је претресен. Истражитељи су такође затражили од трећег олигарха који није путовао у Сједињене Државе да добровољно достави документе и интервју.

## Обавештајне анализе и извештаји

### Обавештајне службе које нису САД
Делимично зато што америчке обавештајне агенције не могу да надгледају америчке грађане без налога, споро су препознале образац руских напора. Од краја 2015. до лета 2016., током рутинског праћења Руса, неколико земаља је открило интеракције између Трампове кампање и Москве. Велика Британија, Немачка, Естонија, Пољска и Аустралија (и вероватно Холандија и Француска) пренеле су своја открића у САД .
Пошто су материјали били веома осетљиви, директор ГЦХК Роберт Ханиган је директно контактирао директора ЦИА Џона О. Бренана како би му дао информације. Забринут, Бренан је крајем августа и септембра 2016. давао поверљиве брифинге Конгресу САД- Позивајући се само на обавештајне савезнике, а не на конкретне изворе, Бренан је рекао Групи осморице да је добио доказе да Русија можда покушава да помогне Трампу да победи на изборима у САД. Касније је откривено да је ЦИА добила обавештајне податке од „извора унутар руске владе“ у којима се наводи да је Путин давао директна наређења да омаловажи Клинтонову и помогне Трампу.
Бренан је 23. маја 2017. године Комитету Представничког дома за обавештајне послове изјавио да се Русија „дрско мешала“ у изборе у САД 2016. године. Он је рекао да је први пут приметио активно мешање Русије „прошлог лета“  и да је 4. августа 2016. упозорио свог колегу из руске обавештајне агенције ФСБ Александра Бортникова на даље мешање.
Прва јавна тврдња америчке владе о руским напорима да утиче на изборе 2016. дошла је у заједничкој изјави 22. септембра 2016. од стране сенатора Дајан Фајнштајн и представника Адама Шифа, највиших демократа у одборима Сената и Представничког дома за обавештајне послове.

### Октобар 2016. Заједничка изјава ОДНИ / ДХС
На безбедносној конференцији у Аспену у лето 2016, директор Националне обавештајне службе Џејмс Клапер рекао је да Владимир Путин жели да узврати на наводну америчку интервенцију у руским пословима руским протестима 2011–13. и свргавањем Виктора Јануковича у Револуцији достојанства . У јулу 2016, у ЦИА је порастао консензус да је Русија хаковала ДНЦ . У заједничком саопштењу од 7. октобра 2016, Одељење за унутрашњу безбедност и Канцеларија директора националне обавештајне службе изразили су уверење да се Русија умешала у председничке изборе крадом мејлова од политичара и америчких група и објављивањем информација. Обавештајни извори су 2. децембра рекли за ЦНН да су стекли поверење да су напори Русије усмерени на помоћ Трампу да победи на изборима.
Влада САД је 7. октобра званично оптужила Русију да је хаковала компјутерске мреже ДНЦ-а да би се умешала у председничке изборе 2016. уз помоћ организација попут WikiLeaksа. Одељење за унутрашњу безбедност и Канцеларија директора Националне обавештајне службе за изборну безбедност тврде у заједничкој изјави: „Недавна открића наводних хакованих е-маилова на сајтовима као што су ДЦЛеакс.цом и WikiLeaks и од стране Гуццифер 2.0 онлајн личности су у складу са методе и мотивације напора усмерених на Русију“. Ово је потврђено извештајем који је објавио Канцеларија директора националне обавештајне службе (ОДНИ), у сарадњи са ЦИА, ФБИ и НСА 6. јануара 2017.

### Извештај ЦИА из децембра 2016
ЦИА је 9. децембра саопштила америчким законодавцима да је обавештајна заједница САД закључила, на основу консензуса, да је Русија спровела операције како би помогла Доналду Трампу у освајању председничког места, наводећи да су „појединци са везама са руском владом“, од раније познатих обавештајна заједница, дала је Викиликсу хаковане мејлове од ДНЦ- а и Џона Подесте . Агенције су даље навеле да је Русија хаковала и РНЦ, али нису процуриле информације добијене одатле. Ове процене су засноване на доказима добијеним пре избора.

### ФБИ истраге
ФБИ од 31. јула 2016. истражује покушај руске владе да утиче на председничке изборе 2016. — укључујући и то да ли су сарадници у кампањи Доналда Трампа били умешани у напоре Русије — од 31. јула 2016.
Након што је WikiLeaks 22. јула објавио велики број мејлова, ФБИ је најавио да ће истражити крађу ДНЦ мејлова .
Ранији догађај који је истражио ФБИ био је састанак у мају 2016. између саветника за спољну политику кампање Доналда Трампа, Џорџа Пападопулоса, и Александра Даунера у једном лондонском винском бару, где је Пападопулос открио своје унутрашње знање о великом броју мејлова Хилари Клинтон који би потенцијално могли оштетити њену кампању.
Пападопулос је ово сазнање стекао 14. марта 2016, када је одржао састанак са Џозефом Мифсудом, који је рекао Пападопулосу да Руси имају „прљавштину“ о Клинтоновој у виду хиљада украдених мејлова. Ово се догодило пре него што је хаковање ДНЦ компјутера постало јавно познато, а Пападопулос се касније хвалио „да је Трампова кампања била свесна да руска влада има прљавштину на Хилари Клинтон“. У фебруару 2019. Мајкл Коен је умешао Трампа пред Конгрес САД, написавши да је Трамп знао да је Роџер Стоун комуницирао са Викиликсом о објављивању мејлова украдених од ДНЦ-а 2016.
Џон Подеста је касније сведочио пред Сталним изабраним комитетом Представничког дома за обавештајне послове да у априлу 2016. ДНЦ није знао да су њихови рачунари хаковани, што је навело Адама Шифа да изјави: „Дакле, ако кампања [Клинтонове] није била свесна у априлу да чак је дошло до хаковања, прва кампања која је обавештена да Руси поседују украдене мејлове била би Трампова кампања преко господина Пападопулоса.
У јуну 2016, ФБИ је обавестио Републиканску партију Илиноиса да су неки од њених налога е-поште можда хаковани. У децембру 2016. званичник ФБИ је изјавио да су руски покушаји да приступе РНЦ серверу били неуспешни. У интервјуу са Џорџом Стефанопулосом из АБЦ Невса, председник РНЦ-а Рајнс Прибус изјавио је да су комуницирали са ФБИ-јем када су сазнали за ДНЦ хакове, а преглед је утврдио да су њихови сервери сигурни. Директор ФБИ Џејмс Коми рекао је 10. јануара 2017. Комитету Сената за обавештајне послове да је Русија успела да „прикупи неке информације од мета повезаних са републиканцима, али их није процурила у јавност“.
Њујорк тајмс је 31. октобра 2016. рекао да је ФБИ испитивао могуће везе између Трампове кампање и Русије, али није пронашао никакве јасне везе. У то време, званичници ФБИ-ја су сматрали да је Русија мотивисана да подрива поверење у политички процес САД, а не да конкретно подржи Трампа. Током саслушања у Комитету за обавештајне послове Представничког дома почетком децембра, ЦИА је рекла да је сигурна у намеру Русије да помогне Трампу. Директор ЦИА-е Џон О. Бренан је 16. децембра 2016. послао поруку свом особљу да је разговарао са директором ФБИ Џејмсом Комијем и директором Националне обавештајне службе Џејмсом Клапером и да се сви слажу са закључком ЦИА-е да се Русија мешала у председничке изборе. са мотивом подршке кандидатури Доналда Трампа.
Дана 29. децембра 2016. ФБИ и Министарство за унутрашњу безбедност (ДХС) објавили су неповерљиви извештај  који је дао нове техничке детаље у вези са методама које руске обавештајне службе користе за утицај на америчке изборе, владу, политичке организације и приватни сектор.
Извештај је укључивао узорке малвера и друге техничке детаље као доказ да је руска влада хаковала Демократски национални комитет. Поред извештаја, ДХС је објавио адресе Интернет протокола, малвер и датотеке које користе руски хакери. Чланак у Суддеутсцхе Зеитунгу расправљао је о потешкоћама у доказивању у питањима сајбер-безбедности. Један аналитичар је за Зидојче цајтунг рекао да би америчке обавештајне службе могле да чувају неке информације у тајности како би заштитиле своје изворе и методе анализе. Клапер је касније рекао да је поверљива верзија садржала „много доказа који се не могу ставити у [јавни] извештај“.
Дана 20. марта 2017. године, током јавног сведочења у Комитету за обавештајне послове Представничког дома, директор ФБИ Џејмс Коми потврдио је постојање истраге ФБИ о мешању Русије и руских веза са Трамповом кампањом, укључујући и питање да ли је постојала било каква координација између кампање. и Руси. Он је рекао да је истрага почела у јулу 2016. Коми је донео необичну одлуку да открије текућу истрагу Конгресу, наводећи да је корист за јавно добро. Секретар Џонсон и директор Клапер су 7. октобра 2016. издали заједничку изјаву да је обавештајна заједница уверена да је руска влада управљала недавним компромисима е-маилова од америчких особа и институција, укључујући и америчких политичких организација, и да је обелодањивање хакованих е-маилови на сајтовима као што су ДЦЛеакс.цом и WikiLeaks су у складу са напорима руског усмерења. У саопштењу се такође наводи да су Руси користили сличне тактике и технике широм Европе и Евроазије како би утицали на тамошње јавно мњење. ДХС и ФБИ су 29. децембра 2016. објавили Извештај о заједничкој анализи (ЈАР) који даље проширује ту изјаву пружањем детаља о алатима и инфраструктури које руске обавештајне службе користе за компромитовање и експлоатацију мрежа и инфраструктуре повезане са недавним изборима у САД, као и низ ентитета америчке владе, политичког и приватног сектора.

### Јануар 2017. Процена обавештајне заједнице
Дана 6. јануара 2017, након брифинга председника, новоизабраног председника и чланова Сената и Дома, Канцеларија директора Националне обавештајне службе (ОДНИ) објавила је верзију извештаја о руским активностима без поверљивости. У процени обавештајне заједнице (ИЦА), коју су израдили ЦИА, ФБИ, НСА и ОДНИ, наводи се да је Русија извела масивну сајбер операцију коју је наредио руски председник Путин са циљем да саботира изборе у САД 2016. Агенције су закључиле да су Путин и руска влада покушали да помогну Трампу да победи на изборима дискредитујући Хилари Клинтон и приказујући је као негативну у односу на Трампа, као и да је Русија спровела вишеструку сајбер кампању која се састојала од хаковања и широке употребе друштвених медија и тролова. као и отворену пропаганду на новинским платформама под руском контролом. ИЦА није садржала информације о томе како су подаци прикупљени и није пружила никакве доказе који би били у основи својих закључака. Клапер је рекао да поверљива верзија садржи доказе који се не могу објавити. Велики део ИЦА био је посвећен критици руског ТВ канала РТ Америца, који је описао као „алат за размену порука“ за „кампање у Кремљу да подрива веру у америчку владу и подстакне политичке протесте“.
Џејмс Клапер је 5. марта 2017. рекао, у интервјуу са Чаком Тодом у емисији Меет the Пресс, да ИЦА из јануара 2017. није имала доказе о дослуху, али да су они можда постали доступни након што је напустио владу. Он се сложио са Тодом да "идеја дослуха" тада није доказана. Дана 14. маја 2017, у интервјуу са Џорџом Стефанопулосом, Клапер је објаснио више о стању доказа за или против било каквог дослуха у време јануарске процене Међународне комисије, рекавши да „није било доказа о било каквом дослуху укљученом у тај извештај, тј. да не кажем да није било доказа“. Такође је навео да у то време није знао за постојање формалне истраге. У новембру 2017, Клапер је објаснио да у време интервјуа са Стефанопулосом није знао за напоре Џорџа Пападопулоса да организује састанке између Трампових сарадника и званичника Кремља, нити за састанак у Трамповој кули између Доналда Трампа млађег, Џареда Кушнер, Пол Манафорт и руски адвокат.
У јуну 2017, ЕВ Приестап, помоћник директора Одељења за контраобавештајне послове ФБИ, рекао је за програм ПБС Невсхоур да су руске обавештајне службе „користиле лажне вести и пропаганду, а такође су користиле онлајн појачиваче да шире информације до што већег броја људи“ током избора.

### Сведочанство Џејмса Комија
У сведочењу Сенатском обавештајном комитету 8. јуна бивши директор ФБИ Џејмс Коми рекао је да „нема сумње“ да се Русија мешала у изборе 2016. и да је то мешање непријатељски чин. Што се тиче мотива његове смене, Коми је рекао: „Верујем председника на реч да сам отпуштен због истраге о Русији. Нешто у начину на који сам то водио, осећао је председник, створило је притисак на њега који је желео да ублажи." Рекао је и да Трамп, док је био директор, није био под истрагом.

## Одговор америчке владе
Започето је најмање 17 различитих истрага како би се испитали аспекти руског мешања у изборе у Сједињеним Државама 2016.

### Амерички сенат
Чланови обавјештајног одбора америчког Сената путовали су у Украјину и Пољску 2016. и сазнали о руским операцијама да утичу на њихове изборе.
Сенатор Мекејн је позвао на формирање специјалног одабраног комитета Сената САД који би истражио мешање Русије у изборе  и назвао мешање у изборе „чином рата“.
Обавештајни комитет Сената почео је да ради на својој двостраначкој истрази у јануару 2017. У мају је комитет једногласно изгласао да оба председавајућег дају овлашћење за соло судски позив. Убрзо након тога, комитет је издао судски позив Трамповој кампањи за све документе у вези са Русијом, мејлове и телефонске записе. У децембру је такође разматрала председничку кампању Џил Стајн из Зелене партије за потенцијални „договор са Русима“.
У мају 2018, Сенатски комитет за обавештајне послове објавио је привремене налазе своје двостраначке истраге, утврдивши да се Русија мешала у изборе 2016. са циљем да помогне Трампу да добије председника, наводећи: „Наше особље је закључило да су закључци [обавештајне заједнице] тачни и на тачки. Руски напори су били опсежни, софистицирани и наређени од стране самог председника Путина у циљу помоћи Доналду Трампу и повреде Хилари Клинтон.“ 
Дана 10. јануара 2018, сенатор Бен Кардин из Комитета за спољне послове Сената Сједињених Држава објавио је „Путинов асиметрични напад на демократију у Русији и Европи: импликације на националну безбедност САД“. У извештају се наводи да је мешање у изборе у Сједињеним Државама 2016. било део Путиновог „асиметричног напада на демократију“ широм света, укључујући циљање избора у низу земаља, попут Британије, Француске и Немачке, „хаковањем, интернет троловањем које спонзорише Москва и финансирање екстремистичких политичких група”.

#### Извештаји одбора за 2018
Обавештајни комитет Сената наручио је два извештаја у којима је опширно описана руска кампања за утицај на друштвене медије током избора 2016.
Један извештај израдила је компанија за сајбер безбедност Нев Кновледге уз помоћ истраживача са Универзитета Колумбија и Цанфиелд Ресеарцх ЛЛЦ. Други (The IRA, Social Media and Political Polarization in the United States, 2012-2018) од стране Пројекта рачунарске пропаганде Оксфордског универзитета заједно са компанијом за анализу друштвених медија Грапхика. Извештај Новог знања наглашава „енергију и машту” руских напора да „поколебају америчко мишљење и поделе земљу” и њихов фокус на Афроамериканце. Извештај је идентификовао више од 263 милиона „ангажовања“ (лајкова, коментара, дељења, итд.) са садржајем Агенције за истраживање Интернета и окривио америчке компаније друштвених медија што су дозволиле да њихове платформе буду кооптиране за страну пропаганду.“  Примери напора су укључивали „кампања за афроамеричке бираче да бојкотују изборе или следе погрешне процедуре гласања 2016. године“, „охрабривање екстремно десничарских бирача да буду конфронтативнији“ и „ширење сензационалистичких, конспиративних и других облика безвезних политичких вести и дезинформације гласачима широм политичког спектра“.

#### Извештај комисије за 2020.
Дана 21. априла 2020. године, Комитет за обавештајне послове Сената објавио је једногласно, увелико редигован извештај у којем се разматра процена обавештајне заједнице о руском мешању из јануара 2017. Комитет је сматрао да је та процена донела „кохерентну и добро конструисану обавештајну основу за случај мешања Русије без преседана у председничке изборе у САД 2016.“, посебно да је мешање било без преседана по свом „начину и агресивности“. Комитет Сената саслушао је „конкретне обавештајне извештаје који подржавају процену да су Путин и руска влада показали склоност ка кандидату Трампу“ и да је Путин „одобрио и управљао“ мешањем.
Комитет је похвалио процену као „импресивно достигнуће“, напомињући да та процена „одражава одговарајућу аналитичку трговину“ упркос ограниченом временском оквиру. Комитет је такође навео да су „интервјуи са онима који су саставили и припремили ИЦА потврдили да аналитичари нису били под политичким притиском да донесу конкретне закључке“. Неслагање између ЦИА и НСА у погледу нивоа поверења агенција у преференцију Русије за Трампа „било је разумно, транспарентно и отворено је дебатовано међу агенцијама и аналитичарима“. Поред тога, комитет је утврдио да досије Стил није коришћен у процени да би „подржао било коју од његових аналитичких пресуда“.
Дана 17. августа 2020. Сенатски комитет за обавештајне послове под контролом републиканаца објавио је пети и последњи том свог извештаја од 996 страница , чиме је окончана једна од „истрага Конгреса на највишем нивоу“ у Сједињеним Државама. У извештају Комитета, који је заснован на трогодишњим истрагама, утврђено је да је руска влада учествовала у „опсежној кампањи“ да саботира изборе у корист Трампа, што је укључивало помоћ неких чланова Трампових саветника. У петом тому се наводи да је Трампова администрација користила „нове тврдње“ о привилегијама извршне власти да опструира истрагу. У извештају се наводи да је Трампово предизборно особље из 2016. било нестрпљиво да прихвати помоћ Русије, међутим након објављивања извештаја, вршилац дужности председника Обавештајног одбора Сената Марко Рубио је издао саопштење у којем се наводи да комитет „није нашао апсолутно никакве доказе да је тада- Кандидат Доналд Трамп или његова кампања били су у дослуху са руском владом да се мешају у изборе 2016.

### Представнички дом америчког Конгреса
Након двопартијских позива на акцију у децембру 2016, Стални изабрани комитет Представничког дома за обавештајне послове покренуо је у јануару 2017. истрагу о руском мешању у изборе, укључујући могуће везе између Трампове кампање и Русије. Обавештајни комитет Сената покренуо је и сопствену паралелну истрагу у јануару. Петнаест месеци касније, у априлу 2018, републиканска већина Комитета за обавештајне послове Представничког дома објавила је свој коначни извештај, усред оштрих критика демократских чланова одбора. У извештају нису пронађени "никакви докази" о дослуху између руске владе и Трампове кампање.
Републикански конгресмен Дарел Иса је 24. фебруара 2017. године позвао специјалног тужиоца да истражи да ли се Русија мешала у америчке изборе и да ли је била у контакту са Трамповим тимом током председничке кампање, рекавши да би то било неприкладно за Трамповог изабраника, бившег државног тужиоца Џефа Сешнса ., да води истрагу. У марту 2017, члан демократског комитета за рангирање Адам Шиф рекао је да има довољно доказа који оправдавају даљу истрагу, и тврдио да је видео „више од посредних доказа“ о дослуху.
Дана 6. априла 2017, председник републиканског комитета Девин Нунес привремено се повукао из истраге након што је Етички комитет Представничког дома најавио да ће истражити оптужбе да је он неовлашћено одао поверљиве информације. Заменио га је представник Мајк Конавеј . Нунес је ослобођен прекршаја 8. децембра 2017.
Истрага комитета је обустављена 12. марта 2018, признајући да су се Руси мешали у изборе 2016. кроз кампању активних мера  промовишући пропаганду и лажне вести, али одбацујући закључак обавештајних агенција да је Русија фаворизовала Трампа на изборима  (иако су се неки чланови републиканског комитета оградили од ове тврдње). Извештај комитета није пронашао никакве доказе о дослуху између Трампове кампање и напора руске владе; Конавеј је рекао да су открили само „можда неку лошу процену, неприкладне састанке”.
Демократе у комитету успротивиле су се затварању истраге од стране републиканаца и њиховом одбијању да притисну кључне сведоке за даља сведочења или документацију која би могла додатно да утврди саучесништво Трампове кампање са Русијом. Шиф је издао "извештај о статусу" на 21 страници у којем је изнео планове за наставак истраге, укључујући списак додатних сведока за разговор и документе које треба затражити.

### Обамина администрација
Амерички председник Обама и Владимир Путин разговарали су о питањима компјутерске безбедности у септембру 2016. године, која је трајала сат и по. Током дискусије, која се одвијала као споредни сегмент током самита Г20 у Кини, који је тада био у току, Обама је изнео своје ставове о питањима сајбер безбедности између САД и Русије. Обама је рекао да је руско хаковање престало након његовог упозорења Путину. Месец дана након те дискусије цурење мејлова због сајбер напада ДНЦ није престало, а председник Обама је одлучио да контактира Путина преко телефонске линије Москва-Вашингтон, познатије као црвени телефон, 31. октобра 2016. Обама је нагласио озбиљност ситуације рекавши Путину: „Међународно право, укључујући закон о оружаним сукобима, примењује се на акције у сајбер простору.
Обама је 9. децембра 2016. године наредио америчкој обавештајној заједници да истражи руско мешање у изборе и извести извештај пре него што је напустио функцију 20. јануара 2017. Америчка саветница за унутрашњу безбедност и главна саветница председника за борбу против тероризма Лиза Монако најавила је студију и рекла да је страно упад у америчке изборе без преседана и да ће захтевати истрагу од стране каснијих администрација. Обавјештајна анализа би обухватила злонамјерни сајбер рат који се догодио између избора 2008. и 2016. године . Високи званичник администрације рекао је да је Бела кућа уверена да се Русија мешала у изборе. Званичник је рекао да ће наредба председника Обаме бити извештај научених лекција, са опцијама укључујући санкције и тајни сајбер одговор против Русије.
Секретар за штампу Беле куће Џош Ернест је 12. децембра 2016. критиковао Трампово одбацивање закључака америчке обавештајне заједнице  да је Русија користила сајбер нападе да утиче на изборе. Државни секретар Сједињених Држава Џон Кери говорио је 15. децембра 2016. о одлуци председника Обаме да одобри заједничку изјаву Министарства за унутрашњу безбедност и Канцеларије директора националне обавештајне службе из октобра 2016. године.
Обама је рекао да ће америчка влада одговорити Русији отвореним и прикривеним методама, како би послала недвосмислен симбол свету да ће свако такво мешање имати тешке последице у интервјуу новинара НПР Стива Инскипа од 15. децембра 2016. Он је додао да би се мотив руске операције могао боље утврдити након завршетка обавјештајног извјештаја који је наредио. Обама је нагласио да су руски напори нанели више штете Клинтоновој него Трампу током кампање. На конференцији за новинаре следећег дана, он је истакао своје упозорење Путину из септембра 2016. да престане да се бави сајбер ратом против САД  Обама је објаснио да САД нису јавно узвратиле на поступке Русије због страха да би такви избори изгледали партијски. Председник Обама је нагласио да би сајбер рат против САД требало да буде двостраначко питање.
Последњих дана Обамине администрације, званичници су гурнули што је могуће више сирових обавештајних података у анализе и покушали да задрже извештаје на релативно ниским нивоима класификације као део напора да прошире своју видљивост у савезној влади. Информације су достављене на многим локацијама у савезним агенцијама као мера предострожности против будућег прикривања или уништавања доказа у случају било какве истраге.

### Казнене мере уведене Русији
Влада САД је 29. децембра 2016. објавила низ казнених мера против Русије. Обамина администрација увела је санкције четворици највиших званичника ГРУ и прогласила персонама нон грата 35 руских дипломата осумњичених за шпијунажу; наређено им је да напусте земљу у року од 72 сата.  Дана 30. децембра, два комплекса на обали које су користиле породице особља руске амбасаде као склоништа затворена су по наређењу америчке владе, наводећи шпијунске активности: једно у Апер Бруквилу, Њујорк, на Лонг Ајленду, а друго у Центревилле, Мериленд, на источној обали . Предузете су даље санкције Русији, и отворене и прикривене. У саопштењу Беле куће се наводи да је сајбер-ратовање Русије било усмерено на подривање поверења САД у демократију и утицај на изборе. Председник Обама је рекао да је његова одлука донета након претходних упозорења Русији. Средином јула 2017. године, руско министарство спољних послова је саопштило да САД одбијају да издају визе руским дипломатама како би омогућиле Москви да замени протерано особље и врати своју амбасаду у пуну снагу.
Путин се у почетку уздржао од узвратних мера на санкције од 29. децембра и позвао сву децу америчких дипломата акредитованих у Русији на новогодишње и божићне прославе у Кремљу . Он је такође рекао да ће кораци за обнављање руско-америчких односа бити изграђени на основу политике коју је развила Трампова администрација . Касније у мају 2017, руски банкар Андреј Костин, сарадник председника Владимира Путина, оптужио је „вашингтонску елиту“ да намерно ремети председништво Доналда Трампа .

#### Закон о сузбијању америчких противника кроз санкције
У јуну 2017, Сенат је гласао са 98 за 2 за нацрт закона који је у јануару првобитно израдила двостраначка група сенатора због континуираног учешћа Русије у ратовима у Украјини и Сирији и њеног мешања у изборе 2016. који су предвиђали санкције Русији, као и Ирану и Северној Кореји; Предлог закона би проширио казнене мере које су претходно биле наметнуте извршним наредбама и претворио их у закон. Идентичан закон, који су демократе представиле у Дому у јулу, усвојен је 419. 3.
Закон забрањује председнику да укине раније санкције без претходне консултације са Конгресом, дајући им времена да преокрену такав потез. Он циља руску одбрамбену индустрију тако што нарушава способност Русије да извози оружје и дозвољава САД да санкционишу међународне компаније које раде на развоју руских енергетских ресурса. Предложене санкције изазвале су и оштре критике и претње узвратним мерама од стране Европске уније, Немачке и Француске . Трампова администрација је 29. јануара 2018. обавестила Конгрес да неће увести додатне санкције Русији у складу са законодавством из 2017. осмишљеним да казни мешање Москве у америчке изборе 2016. године. Администрација је инсистирала да ће сама претња санкцијама наведеним у Закону о сузбијању америчких противника кроз санкције служити као средство одвраћања, те да би стога примена санкција била непотребна.

#### Противсанкције Русије
Дана 27. јула, док је Сенат усвајао закон о санкцијама, Путин је обећао одговор на „овакву безобразлук према нашој земљи“. Убрзо након тога, руско министарство спољних послова Сергеј Лавров захтевало је да САД смање своје дипломатско и техничко особље у московској амбасади и њеним конзулатима у Санкт Петербургу, Јекатеринбургу и Владивостоку на 455 особа — исто колико и број руских дипломата постављених у САД, и обуставио коришћење базе за повлачење и складишта у Москви. Путин је рекао да је ову одлуку донео лично и потврдио да 755 запослених у америчкој дипломатској мисији мора да напусти Русију.

## Утицај на изборни резултат
Од октобра 2018., питању да ли је Доналд Трамп победио на изборима 2016. због руског мешања није било много пажње — проглашено је немогућим за утврђивање, или је игнорисано у корист других фактора који су довели до Трампове победе. Џоел Бененсон, анкетар Клинтонове кампање, рекао је да вероватно никада нећемо сазнати, док је Ричард Бер, републикански председник Сенатског обавештајног одбора, рекао да „не можемо израчунати утицај страног мешања и друштвених медија на ове изборе“. Мајкл В. Хејден, бивши директор ЦИА и НСА, верује да су руски напади, иако су били „најуспешнија операција тајног утицаја у историји“, њихов утицај „не само непознат, већ и несазнатљив“. Статистичар Нејт Силвер, који је писао у фебруару 2018, описао је себе као „прилично агностика“ у вези са овим питањем, али примећује „тематски, руска тактика мешања била је у складу са разлозима због којих је Клинтонова изгубила“.
Присталице Клинтонове чешће окривљују њен пораз грешке у кампањи, Комијево поновно отварање кривичне истраге о њеним имејловима или усмеравају пажњу на то да ли је Трамп био у дослуху са Русијом. У својој књизи Shattered: Inside Hillary Clinton's Doomed Campaign, репортери Џонатан Џ.М. Ален и Ејми Парнс извештавају да су Роби Мук и Џон Подеста одлучили да одмах након избора нагласе да је руско хаковање, а не скандал е-поште или грешке у кампањи, била непријављена прича о кампања и прави разлог пораза.
Неколико републиканаца на високом нивоу верује да руско мешање није одредило исход избора, укључујући и оне који би имали користи од напора Русије. Председник Трамп је тврдио да „Руси нису имали никаквог утицаја на наше гласове“, а потпредседник Пенс је тврдио „да је универзални закључак наших обавештајних заједница да ниједан од тих напора није имао никакав утицај на исход 2016. избори“. Државни секретар Мајк Помпео је такође рекао да је "процена обавештајне заједнице да руско мешање које се догодило није утицало на исход избора". У ствари, званична обавештајна процена из јануара 2017. није проценила да ли су руске активности имале било какав утицај на исход избора, а портпарол ЦИА Дин Бојд је рекао да је Помпеова примедба погрешна. Пол Рајан је такође тврдио да је „јасно“ да руско мешање „није имало материјалног ефекта на наше изборе“.
С друге стране, један број бивших обавештајних и полицијских званичника, најмање један политиколог и један бивши амерички председник тврде да је руско мешање било одлучујуће због софистицираности руске пропаганде на друштвеним мрежама, хаковања мејлова Демократске странке и време њиховог јавног објављивања, мала промена у подршци бирача која је потребна да би се постигла победа у изборном колегијуму и релативно велики број неодлучних бирача (на које се може лакше утицати). Џејмс Клапер, бивши директор Националне обавештајне службе, рекао је Џејн Мајер да је лаковерност мислити да Руси нису променили изборе ... Мислим да су Руси имали више посла са Клинтоновом да изгуби него Трамп“  Бивши агент ФБИ, Клинт Вотс, пише да „без руског утицаја ... Верујем да Трамп не би био ни на ударној удаљености од Клинтонове на дан избора.“  Бивши председник Џими Картер јавно је рекао да верује да Трамп не би био изабран без мешања Русије. Картер верује „да Трамп заправо није победио на изборима 2016. Изгубио је изборе, а постављен је на функцију јер су се Руси умешали у његово име“. На питање, сложио се да је Трамп „нелегитиман председник”.
Три државе у којима је Трамп победио са веома великом разликом – маргине знатно мање од броја гласова датих за кандидате трећих страна у тим државама – дале су му већину. Мајер пише да би само 12% ових гласача треће стране „руска пропаганда – заснована на хакованој аналитици Клинтонове кампање – убеђена да не гласају за Клинтонову“, то било довољно да победи Трампа на изборима. Политиколог Кетлин Хол Џејмисон у детаљној форензичкој анализи закључује да су руски тролови и хакери убедили довољно Американаца „да гласају на одређени начин или уопште не гласају”, чиме су утицали на резултате избора. Конкретно, Џејмисон тврди да се два догађаја која су изазвала пад намере да се гласа за Клинтонову о којима су анкетари извештавали могу пратити руски рад: објављивање одломака Клинтонових говора инвестиционим банкама за високе накнаде украдене из мејлова за кампању током председничких дебата, и ефекат руских дезинформација на јавно осуђивање Цлинтонових поступака од стране Комија од стране шефа ФБИ-ја као „изузетно немарног”.
Студија Колумбије објављена 2022. показала је промене на тржиштима изборног клађења око руских празника, када би тролови били мање активни. Студија НИУ објављена 2023. године показала је да руски Твитер тролови нису имали мерљив утицај.

## Догађаји из 2017

### Отпуштање директора ФБИ Џејмса Комија
Трамп је 9. маја 2017. отпустио Комија, приписујући његову акцију препорукама државног тужиоца Сједињених Држава Џефа Сешнса и заменика државног тужиоца Рода Розенштајна . Трамп је разговарао са својим сарадницима о отпуштању Комија најмање недељу дана пре него што је ступио у функцију и тражио је од званичника Министарства правде да изнађу образложење за његово отпуштање. Након што је сазнао да се Трамп спрема да отпусти Комија, Розенштајн је поднео Трампу меморандум који критикује Комијево понашање у истрази о имејловима Хилари Клинтон . Трамп је касније потврдио да је намеравао да отпусти Комија без обзира на било какву препоруку Министарства правде. Сам Трамп је такође повезао отпуштање са истрагом о Русији у телевизијском интервјуу, рекавши: „Када сам одлучио да [отпустим Комија], рекао сам себи, рекао сам: 'Знате, ова ствар око Русије са Трампом и Русијом је измишљена прича, то је изговор демократа да су изгубили изборе које је требало да победе. '"
Отпуштање је било изненађење за Комија и већину Вашингтона и описано је као одмах контроверзно и има „огромне политичке последице“ због текуће истраге Бироа о руским активностима на изборима 2016. године. То је упоређено са масакром у суботу увече, укидањем председника Ричарда Никсона специјалног тужиоца Арчибалда Кокса, који је истраживао скандал Вотергејт, и са сменом Сели Јејтс у јануару 2017. Сам Коми је изјавио: „Моја је процена да сам отпуштен због истраге о Русији. Отпуштен сам на неки начин да бих променио, или је настојање било да се промени начин на који је вођена истрага о Русији.“
Током састанка са руским министром спољних послова Сергејем Лавровом и амбасадором Сергејем Кисљаком 10. маја 2017. у Овалној канцеларији, Трамп је рекао руским званичницима да је отпуштање директора ФБИ Џејмса Комија умањило „велики притисак“ на њега, наводи Документ Беле куће. Трамп је изјавио: „Управо сам отпустио шефа ФБИ-а. Био је луд, прави лудак ... Био сам суочен са великим притиском због Русије. То је скинуто." Васхингтон Пост је 2019. открио да је Трамп такође рекао Лаврову и Кисљаку током овог састанка да није забринут због мешања Русије у америчке изборе.

### Истрага специјалног тужиоца
Заменик државног тужиоца Род Розенштајн именовао је 17. маја 2017. бившег директора ФБИ Роберта Милера за специјалног саветника да води агенте ФБИ и тужиоце Министарства правде који истражују мешање Русије у изборе и сродна питања. Као специјални адвокат, Милер има овлашћење да издаје судске позиве, да запошљава чланове особља, тражи финансирање и кривично гони савезне злочине у вези са његовом истрагом.
Милер је окупио правни тим . Трамп је ангажовао неколико адвоката да га заступају и саветују, укључујући свог дугогодишњег личног адвоката Марка Касовица као и Џеја Секулоуа, Мајкла Боуа и Џона М. Дауда . Сви осим Секулова су од тада дали оставке. У августу 2017. Муеллер је користио велику пороту .

### Оптужбе за 2017.
У октобру 2017. саветник Трампове кампање Џорџ Пападопулос изјаснио се кривим раније овог месеца да је дао лажну изјаву истражитељима ФБИ-ја о својим везама са Русијом. У првом изјашњавању о кривици у истрази специјалног тужиоца Роберта Милера, Џорџ Пападопулос је признао да је лагао ФБИ о контакту са руским агентима који су кампањи понудили „хиљаде“ штетних мејлова о Клинтоновој месецима пре него што је тадашњи кандидат Доналд Трамп затражио од Русије да „пронађе“ имејл Хилари Клинтон. недостају мејлови. У споразуму о признању кривице наводи се да је руски оперативац рекао помоћнику у кампањи да „Руси имају мејлове Клинтонове“. Пападопулос је пристао да сарађује са тужиоцима у оквиру споразума о признању кривице.
Касније тог месеца, бивши председник Трампове кампање Пол Манафорт предао се ФБИ-у након што је оптужен по више оптужби. Његов пословни сарадник Рик Гејтс такође је оптужен и предао се ФБИ. Њих двојица су оптужени по једној тачки за заверу против Сједињених Држава, једној тачки завере ради прања новца, једној тачки да су били нерегистровани агент страног принципала, једној тачки да су давали лажне и обмањујуће изјаве ФАРА и једној тачки да су давали лажне изјаве. Манафорт је оптужен по четири тачке за неподношење извештаја о страним банкарским и финансијским рачунима, док је Гејтс оптужен за три. Све оптужбе произилазе из њиховог консултантског рада за проруску владу у Украјини и немају везе са кампањом. Раширено је веровање да оптужбе против Манафорта имају за циљ да га притисну да постане сведок сарадник о руском мешању у изборе 2016. У фебруару 2018. Гејтс се изјаснио кривим по оптужбама за превару и пристао да сведочи против Манафорта. У априлу 2018. године, када су Манафортови адвокати поднели захтев за сузбијање доказа добијених током рације у Манафортовом дому 26. јула, откривени су налози за претрес и указивали да је, поред тражења доказа у вези са Манафортовим радом у Украјини, Милерова истрага такође тиче Манафортових поступака током Трампове кампање укључујући састанак са руским адвокатом и контраобавештајним службеником на састанку Трамповог торња 9. јуна 2016.
У марту 2018. истрага је открила да су тужиоци успоставили везе између Рика Гејтса и особе са везама са руским обавештајним службама, до којих је дошло док је Гејтс радио на Трамповој кампањи. У извештају који су поднели тужиоци у вези са изрицањем пресуде Гејтсу и Манафортовом сараднику Алексу ван дер Звану који су лагали Муеллерове истражитеље, Гејтс је знао да је особа са којом је био у контакту имала те везе.

## Догађаји из 2018.

### Оптужнице из 2018
Федерална велика порота у Вашингтону је 16. фебруара 2018. године подигла оптужницу против 13 руских држављана и три руска ентитета по оптужбама за заверу ради преваре Сједињених Држава, заверу ради вршења банкарске и банкарске преваре и превару са личним документима, у вези са националним изборима у Сједињеним Државама 2016. Оптужница на 37 страница наводи незакониту употребу друштвених медија „да сеје политички раздор, укључујући акције које подржавају председничку кандидатуру Доналда Трампа и омаловажавају његову противницу Хилари Клинтон “. Истог дана, Роберт Милер је објавио да се Ричард Пинедо изјаснио кривим за коришћење идентитета других људи у вези са незаконитим активностима.
Адвокати који заступају Цонцорд Манагемент анд Цонсултинг појавили су се 9. маја 2018. у савезном суду у Вашингтону, да се изјасне да нису криви по оптужбама. Тужиоци су након тога повукли оптужбе.
Заменик државног тужиоца Род Розенштајн објавио је 13. јула 2018. оптужнице које је вратила велика порота и оптужује дванаест руских обавештајних званичника, који раде за руску обавештајну агенцију ГРУ, за заверу да се мешају у изборе 2016. Појединци, који се представљају као "Гучифер 2.0 персона", оптужени су за хаковање компјутера Клинтонове кампање и Националног комитета Демократске странке, као и државних изборних одбора и секретара неколико држава. У једној неидентификованој држави Руси су украли податке о пола милиона бирача. У оптужници се такође наводи да је републиканском кандидату за конгрес, такође неидентификованом, послата документација за кампању коју је та група украла, као и да је репортер био у контакту са руским оперативцима и понудио да напише чланак који би се поклопио са објављивањем украдених докумената.

### Тврдње Анастасије Вашукевич
У марту 2018, Анастасија Вашукевич, држављанка Белорусије ухапшена на Тајланду, рекла је да има преко 16 сати аудио снимака који би могли да расветле могуће руско мешање у америчке изборе. Снимке је понудила америчким властима у замену за азил, како би избегла изручење Белорусији. Вашукевич је рекла да је блиска са Олегом Дерипаском, руским олигархом који је повезан са Путином и пословним везама са Полом Манафортом, и тврди да се на снимцима налази Дерипаска како разговара о председничким изборима 2016. Она је рекла да су неки од снимљених разговора, за које је тврдила да су направљени у августу 2016, укључивали три особе које су течно говориле енглески и за које је веровала да су Американци. Ваше тврдње су изгледа у складу са видео снимком који је у фебруару 2018. објавио Алексеј Наваљни о састанку између Дерипаске и заменика руског премијера Сергеја Едуардовича Приходка. На снимку Наваљни тврди да је Дерипаска служио као веза између руске владе и Пола Манафорта у вези са покушајима руског мешања.
У августу 2018, Вашукевич је рекла да више нема никакве доказе да је послала снимке Дерипаски, а да их није објавила, надајући се да ће успети да добије њено пуштање из затвора, и обећала је Дерипаски да више неће коментарисати садржај снимака.

## Догађаји из 2019
Дана 24. марта, државни тужилац Бар је послао писмо на четири странице Конгресу у вези са налазима Специјалног саветника у вези са руским мешањем и ометањем правде. Бар је рекао да је по питању руског мешања у изборе Милер детаљно описао два начина на која је Русија покушала да утиче на изборе у Трампову корист, али „није утврдио да су чланови Трампове кампање били у завери или координирали са руском владом у њеном избору. активности ометања“. На питање ометања правде, Бар је рекао да је Милер написао „иако овај извештај не закључује да је председник починио злочин, он га такође не ослобађа кривице“. „Одлука Специјалног тужиоца да опише чињенице своје истраге о ометању без доношења било каквих правних закључака оставља „Главном тужиоцу да утврди да ли понашање описано у извештају представља кривично дело“. ... Заменик државног тужиоца Род Розенштајн и ја смо закључили да докази развијени током истраге специјалног тужиоца нису довољни да се утврди да је председник починио кривично дело ометање правде.“
Дана 18. априла 2019. јавности је објављена редигована верзија коначног Муеллеровог извештаја . У Муеллеровом извештају је утврђено да се руска влада мешала у изборе на „обухватан и систематски начин“ и да је прекршила америчке кривичне законе .
Милер је 29. маја 2019. објавио да се повлачи као специјални адвокат и да ће канцеларија бити угашена, а први пут је јавно говорио о пријави. Он је поновио да његов извештај није ослободио председника и да су законске смернице спречиле подизање оптужнице против актуелног председника, наводећи да „Устав захтева други процес осим кривичног правосудног система да би се садашњи председник формално оптужио за неправде“. Рекавши: „Извештај је моје сведочење“, он је рекао да неће имати шта да каже што већ није у извештају. Он је нагласио да је централни закључак његове истраге „да је било вишеструких, систематских напора да се умешамо у наше изборе. Тај навод заслужује пажњу сваког Американца.“ 
Убрзо након објављивања Муеллеровог извештаја, Трамп је почео да подстиче истрагу о пореклу руске истраге, желећи да „истражи истражитеље“. У априлу 2019, државни тужилац Вилијам Бар је објавио да је покренуо ревизију порекла истраге ФБИ-а . Порекло истраге већ су истраживали генерални инспектор Министарства правде и амерички тужилац Џон Хубер, кога је 2018. именовао Џеф Сешнс. Он је доделио америчком тужиоцу Џону Дараму да га води.
Дурхам је добио овлашћење да „широко испита [е] владину колекцију обавештајних података који укључују интеракције Трампове кампање са Русима“, прегледа владине документе и захтева добровољне изјаве сведока. Трамп је упутио америчкој обавештајној заједници да Бару „благовремено пружи помоћ и информације“ и делегирао му „пуна и потпуна овлашћења“ да скине тајност са свих докумената у вези са његовом истрагом. У септембру 2019. објављено је да је Бар контактирао стране владе да затражи помоћ у овој мисији. Он је лично путовао у Велику Британију и Италију да тражи информације, а на Баров захтев Трамп је телефонирао премијеру Аустралије о тој теми.

## Развој догађаја у 2020
Канцеларија специјалног тужиоца је 2. новембра објавила раније редиговане делове Муеллеровог извештаја. У септембру је савезни судија наредио да се одломци обелодане као одговор на тужбу Закона о слободи информација (ФОИА) коју су поднели БазФид Невс и група за заступање Electronic Privacy Information Center, док је дозволио да остали делови остану редиговани.
Укратко, према Буззфеед-у: „Иако је WikiLeaks објавио мејлове украдене из ДНЦ-а у јулу и октобру 2016. и чинило се да је Стоун – близак сарадник Доналда Трампа – унапред знао да материјали стижу, истражитељи 'нису имали довољно доказа' да докажу активно учешће у хаковању или сазнање да се електронске крађе настављају. Поред тога, савезни тужиоци нису могли да утврде да су хаковани мејлови представљали допринос кампањи у корист Трампових изборних шанси..." 
У новообјављеном материјалу се такође наводи: „Док је истрага развила доказе да су се хакерски напори ГРУ-а у ствари наставили барем у време објављивања WikiLeaks-а у јулу 2016., ... Канцеларија није развила довољно прихватљивих доказа за које је WikiLeaks знао – или чак намерно био слеп за ту чињеницу." Како је известио Буззфеед, „Исто тако, тужиоци су се суочили са оним што су назвали чињеничним препрекама у потрази за Стоуном за хакирање“.

Дана 2. новембра 2020., дан уочи председничких избора, њујоршки магазин је објавио да:
Према два извора упозната са истрагом, након 18 месеци истраге нису пронађени докази који би подржали Барове тврдње да је Трамп био на мети политички пристрасних Обаминих званичника како би спречили његов избор. (Истрага је и даље у току.) У ствари, рекли су извори, истрага у Дараму до сада није открила никакве доказе о било каквом неправедном поступању Бајдена или Барака Обаме, или да су они чак били укључени у истрагу о Русији. Није било доказа... чак ни издалека... који указују на то да су Обама или Бајден урадили нешто лоше, како је једна особа то рекла.

## Догађаји из 2022.
У новембру 2022, руски олигарх Јевгениј Пригожин признао је руско мешање у америчке изборе. Си-Ен-Ен је известио да се „чинило да је његова изјава прво признање руске кампање на високом нивоу за мешање у америчке изборе од некога блиског Кремљу”.
Године 2018, Пригожин је оптужен заједно са још 12 руских држављана и 3 руске фирме, у оквиру истраге Роберта Милера о мешању Русије у изборе. Министарство правде је 2020. године одбацило оптужнице против Пригожинове угоститељске фирме Конкорд, јер би немогућност кажњавања оптужених могла довести до откривања техника спровођења закона у процесу суђења. У јулу 2022. Стејт департмент је понудио награду од 10 милиона долара за информације о Пригожину и Агенцији за интернет истраживање међу осталим руским механизмима мешања. Пригожиново признање мешања у изборе у новембру уследило је након његовог признања да је у септембру 2022. финансирао крајње десничарску плаћеничку групу Вагнер повезану са Кремљом  Такође је стављен на ФБИ-јеву листу најтраженијих 2021.
Амерички званичници остали су неизненађени признањем руског олигарха, које је формулисано као нејасна претња. „Господо, мешали смо се, мешамо се и мешаћемо се... Пажљиво, прецизно, хируршки и на свој начин, како знамо. Током наших прецизних операција, уклонићемо оба бубрега и јетру одједном.“  Пошто је Пригожин већ дуго био санкционисан од стране Сједињених Држава, време и нејасноћа његовог признања могли би да укључују елементе дезинформација, а секретар за штампу Беле куће Карин Жан Пјер је то описала као један од многих руских наратива „који имају за циљ подривање демократије“. Она је навела да коментари олигарха „не говоре ништа ново или изненађујуће“.
Портпарол Стејт департмента Нед Прајс рекао је да „његово смело признање, ако ништа друго, изгледа само као манифестација некажњивости коју преваранти и пријатељи уживају под председником Путином и Кремљом... Као што знате, ову особу, Јевгенија Пригожина, санкционисали смо од 2018. због његовог мешања у наше изборне процесе и институције.“
Савезна порота је 17. новембра 2022. године осудила републиканског политичког оперативца Џесија Бентона због шеме из 2016. да се руски новац усмерава у кампању Доналда Трампа. Према судским документима, Бентон је натерао једног руског страног држављанина да пошаље 100.000 долара својој консултантској фирми, од чега је 25.000 долара новца руског држављанина дато за Трампову кампању.

## Везе између Трампових сарадника и руских званичника и шпијуна
Током председничке кампање 2016. и до његове инаугурације, Доналд Џеј Трамп и најмање 17 званичника и саветника кампање имали су бројне контакте са руским држављанима, са Викиликсом или са посредницима између њих двојице. До 28. јануара, Њујорк Тајмс је избројао више од стотину састанака уживо, телефонских позива, текстуалних порука, имејлова и приватних порука на Твитеру између Трампове кампање и Руса или Викиликса.
У пролеће 2015. америчке обавештајне агенције почеле су да прислушкују разговоре у којима су званичници руске владе разговарали о сарадницима Доналда Трампа. Британски и холандски обавештајци дали су обавештајним службама Сједињених Држава информације о састанцима у европским градовима између руских званичника, Путинових сарадника и сарадника тадашњег председника Трампа. Америчке обавештајне агенције су такође пресреле комуникацију руских званичника, од којих неки у Кремљу, разговарајући о контактима са Трамповим сарадницима. Извештава се да је више Трампових сарадника имало контакте са високим руским обавештајним званичницима током 2016. године, иако су амерички званичници у фебруару 2017. рекли да немају доказе да је Трампова кампања сарађивала са Русима како би утицала на изборе. Ажурирано: март 2017.  године, ФБИ је истраживао руско учешће у изборима, укључујући наводне везе између Трампових сарадника и руске владе.
Конкретно, руски амбасадор Сергеј Кисљак се састао са неколико чланова Трампове кампање и кандидата за администрацију; људи који су укључени одбацили су те састанке као рутинске разговоре у припреми за преузимање председничке функције. Трампов тим је објавио најмање двадесет демантија у вези са комуникацијом између његове кампање и руских званичника; показало се да су неколико ових порицања лажни. У првим месецима 2017. Трамп и други високи званичници Беле куће затражили су од директора Националне обавештајне службе, директора НСА, директора ФБИ и два председника конгресних комитета да јавно оспоре новинске извештаје о контактима Трампових сарадника и Русије.

### Паул Манафорт
Председавајући Трампове кампање Пол Манафорт имао је неколико контаката са високим руским обавештајним званичницима током 2016, што је он негирао. Пресретнуте комуникације током кампање показују да су руски званичници веровали да би могли да искористе Манафорта да утичу на Трампа. Муеллерова истрага и Комитет за обавјештајне послове Сената открили су да је, као менаџер Трампове кампање у августу 2016., Манафорт подијелио интерне податке о Трамповој кампањи са украјинским политичким консултантом Константином Килимником, којег је Муеллер извјештај повезао са руским обавјештајним службама, док га је Обавјештајни комитет окарактерисао као „руски обавештајац”. Манафорт је дао Килимнику податке за Мичиген, Висконсин и Пенсилванију, наводи руска агенција за истраживање интернета која је посебно циљана за друштвене мреже и рекламне кампање. Трамп је победио те три државе са малом разликом и оне су биле кључне за његов избор.
Манафорт је 2017. године оптужен у америчком Окружном суду за Дистрикт Колумбија по разним оптужбама које су произашле из његовог консултантског рада за проруску владу Виктора Јануковича у Украјини пре Јануковичевог свргавања 2014. године, као и у источном округу Вирџиније за осам оптужби за пореску и банкарску превару. Он је осуђен за оптужбе за превару у августу 2019. и осуђен на 47 месеци затвора од стране судије ТС Елиса. Иако су све оптужбе из 2017. произашле из истраге Специјалног тужиоца, ниједна од њих није била за наводни дослух ради мешања у изборе у САД. Судија Ејми Берман Џексон је 13. марта 2019. осудила Манафорта на додатна 43 месеца затвора. Тог дана, државни тужиоци Њујорка такође су оптужили Манафорта за шеснаест државних кривичних дела. Државне оптужбе против њега одбачене су 18. децембра 2019. због доктрине двоструке опасности . Манафорт је 13. маја 2020. пуштен у кућни притвор због претње ЦОВИД-19 . Амерички председник Доналд Трамп помиловао је Манафорта 23. децембра 2020.

### Михаел Флин
У децембру 2015. пензионисани војни генерал Мајкл Флин фотографисан је на вечери поред Владимира Путина. Био је у Москви да одржи плаћени говор који није обелоданио као што се захтева од бивших високих војних официра. За главним столом седе и председнички кандидат странке Зелених Џил Стајн и чланови Путиновог ужег круга, укључујући Сергеја Иванова, Дмитрија Пескова, Векселберга и Алексеја Громова .
У фебруару 2016. Флин је именован за саветника Трампове председничке кампање. Касније те године, у телефонским позивима које су пресрели амерички обавештајци, руски званичници су се чули како тврде да су успоставили чврст однос са Трамповим саветником Флином и веровали да ће моћи да га искористе да утичу на Трампа и његов тим.
У децембру 2016. Флин, тада Трампов избор за саветника за националну безбедност, и Џаред Кушнер састали су се са руским амбасадором у Сједињеним Државама Сергејем Кисљаком и затражили од њега да успостави директну, шифровану линију комуникације како би могли директно да комуницирају са Кремљом без сазнања америчких обавештајних агенција. Три анонимна извора су тврдила да такав канал заправо није успостављен.
Дана 29. децембра 2016, на дан када је председник Обама најавио санкције Русији, Флин је разговарао о санкцијама са Кисљаком, позивајући Русију да не узвраћа. Флин је у почетку негирао да је разговарао са Кисљаком, а затим је признао разговор, али је негирао да је разговарао о санкцијама. Када је у фебруару 2017. откривено да америчке обавештајне агенције имају доказе, праћењем амбасадорових комуникација, да је он заправо разговарао о санкцијама, Флин је рекао да не може да се сети да ли јесте или не.
По Трамповој инаугурацији 20. јануара 2017. именовао је Флина за свог саветника за националну безбедност. ФБИ је 24. јануара интервјуисао Флина. Два дана касније, вршилац дужности државног тужиоца Сели Јејтс обавестила је Белу кућу да су Флина „компромитовали“ Руси и да је вероватно отворен за уцене. Флин је био принуђен да поднесе оставку на место саветника за националну безбедност 13. фебруара 2017.
Флин се 1. децембра 2017. изјаснио кривим за једно кривично дело давања „лажних, фиктивних и лажних изјава“ ФБИ-ју о својим разговорима са Кисљаком. Његово изјашњавање о кривици било је део споразума о признању кривице са специјалним браниоцем Робертом Милером, према којем је Флин такође пристао да сарађује са Муеллеровом истрагом, што је довело до тога да је његова пресуда неколико пута одлагана.
У јуну 2019, Флин је отпустио свог првобитног адвоката из фирме Цовингтон анд Бурлинг и ангажовао Сиднеиа Павелла. Пауел је у октобру 2019. кренуо да примора производњу додатног Брејди материјала и новооткривених доказа, што је Саливен негирао у децембру 2019. Флин је затим у јануару 2020. повукао своје изјашњавање о кривици, тврдећи да је влада поступила у лошој намери и прекршила споразум о признању кривице.
У мају 2020. Министарство правде Сједињених Држава (ДОЈ) поднело је захтев за одбацивање оптужбе против Флина са предрасудама, тврдећи да више не верује да може ван разумне сумње доказати да је Флин дао лажне изјаве ФБИ-у или да је изјаве, чак и ако су лажне, биле су материјално лажне у вези са истрагом ФБИ-ја. Саливан је тада именовао амикуса, Џона Глисона, да припреми аргумент против отпуштања. Саливан је такође дозволио амикусима да поднесу поднеске у вези са захтевом за разрешење.
Пауел је поднео хитну петицију за издавање налога за издавање налога Окружном апелационом суду за Дистрикт Колумбија, тражећи (1) да се судији Саливану наложи да одобри владин захтев за разрешење, (2) да Саливанов амикус именовање Глисона буде испразни, и (3) да се предмет додијели другом судији на било који додатни поступак. Веће жалбеног суда које је додељено случају наложило је Саливану да одговори, а поднеске су поднели и ДОЈ и пријатељи. У јуну 2020, веће жалбеног суда пресудило је 2–1 у корист Флина на прва два захтева, а веће је једногласно одбило трећи захтев. Судија Саливан поднео је захтев Апелационом суду за поновно саслушање, чему су се Флинн и ДОЈ противили. Апелациони суд је одобрио Саливенов захтев одлуком 8-2 и поништио одлуку већа. Случај је на крају одбачен као споран 8. децембра 2020, након што је председник Трамп помиловао Флина 25. новембра 2020.

### Џорџ Пападопоулос
У марту 2016. Доналд Трамп је именовао Џорџа Пападопулоса, консултанта за нафту, гас и политику, за неплаћеног спољнополитичког саветника у својој кампањи. Убрзо након тога, Пападопулосу се обратио Џозеф Мифсуд, професор из Лондона и повезан са високим руским званичницима. Мифсуд му је рекао да Руси имају „прљавштину“ о Хилари Клинтон у виду „хиљаде мејлова“  „очигледно украдених у покушају да нанесу штету њеној кампањи“. Њих двоје су се срели неколико пута у марту 2016. У мају 2016. у једном лондонском винском бару, Пападопулос је рекао врхунском аустралијском дипломати у Уједињеном Краљевству Александру Даунеру да Русија „има прљаву датотеку о ривалској кандидаткињи Хилари Клинтон у облику хакованих мејлова Демократске странке“. Након што је ДНЦ мејлове објавио Викиликс у јулу, аустралијска влада је саопштила ФБИ-ју о Пападопулосовом открићу, што је навело ФБИ да покрене контраобавештајну истрагу о Трамповој кампањи, познатој под кодним именом: Ураган унакрсне ватре, који је Трамп критиковао као „лов на вештице”.
Пападопулосова главна активност током кампање била је покушај, безуспешно, да организује састанке између руских званичника (укључујући Владимира Путина) и званичника Трампове кампање (укључујући и самог Трампа). У потрази за овим циљем комуницирао је са више званичника Трампове кампање укључујући Сема Кловиса, Пола Манафорта, Рика Гејтса и Корија Левандовског .
Дана 27. јануара 2017. агенти ФБИ су интервјуисали Пападопулоса. Ухапшен је 27. јула на међународном аеродрому Вашингтон-Далес и од тада је сарађивао са специјалним тужиоцем Робертом Милером у његовој истрази . Он се 5. октобра 2017. године изјаснио кривим за једно кривично дело давања лажних изјава агентима ФБИ-ја у вези са контактима које је имао са агентима руске владе док је радио за Трампову кампању. Пападопулосово хапшење и потврдно изјашњавање о кривици постали су јавни 30. октобра 2017. године, када су отпечаћени судски документи који показују признање кривице. Пападопулос је 7. септембра 2018. осуђен на 14 дана затвора, 12 месеци под надзором, 200 сати друштвено корисног рада и новчану казну од 9.500 долара Касније га је Трамп помиловао у децембру 2020.

### Веселнитскаја састанак
У јуну 2016. Доналд Трамп млађи, Пол Манафорт и Џаред Кушнер састали су се са руским адвокатом Наталијом Веселницкајом, коју су пратили још неки, укључујући руско-америчког лобисту Рината Ахметшина, након што је Трамп млађи обавештен да Веселницкаја може да обезбеди Трампову кампању инкриминишуће информације о Хилари Клинтон као што су њени односи са Русима. Састанак је договорен након мејла британског музичког публицисте Роба Голдстона који је био менаџер Емина Агаларова, сина руског тајкуна Араса Агаларова . Голдстоун је у мејлу рекао да је та информација дошла од руске владе и да је „део напора руске владе да помогне председничку кампању Доналда Трампа“. Трамп млађи је одговорио е-поштом рекавши: „Ако је то оно што кажете, волим то посебно касније током лета“ и договорио састанак. Трамп Млађи је отишао на састанак очекујући да ће добити информације штетне за кампању Клинтонове, али је рекао да их нема, а уместо тога разговор се окренуо Закону о Магнитском и усвајању руске деце.
Састанак је објавио The New York Times 8. јула 2017. Истог дана, Доналд Трамп млађи је објавио изјаву у којој се наводи да је то био кратак уводни састанак фокусиран на усвајање руске деце од стране Американаца, а не на питање кампање. Касније тог месеца Тхе Васхингтон Пост је открио да је изјаву Трампа млађег диктирао председник Доналд Трамп, који је одбацио препоруку свог особља да изјава буде транспарентна у погледу стварне мотивације за састанак: жеље руске владе да помогне Трамповој кампањи.

### Остали Трампови сарадници
Бивши генерални тужилац Џеф Сешнс, рани и истакнути присталица Трампове кампање, разговарао је два пута са руским амбасадором Кисљаком пре избора — једном у јулу 2016. на републиканској конвенцији и једном у септембру 2016. у канцеларији Сешнсовог Сената. На саслушањима за потврду, Сешнс је сведочио да „није имао комуникацију са Русима“. Дана 2. марта 2017, након што је откривено да је ово порицање било лажно, Сешнс се повукао из питања у вези са мешањем Русије у изборе и препустио се заменику државног тужиоца Роду Розенштајну .
Роџер Стоун, бивши саветник Доналда Трампа и пословни партнер Пола Манафорта, рекао је да је био у контакту са Гучифером 2.0, хакерском особом за коју се верује да је параван за руске обавештајне операције, а која је јавно преузела одговорност за најмање један хакерски напад. тхе ДНЦ . Током кампање, Стоун је више пута и јавно изјавио да је „заправо комуницирао са Џулијаном Асанжом “; касније је негирао да је то учинио. У августу 2016. Стоун је криптично твитовао: „Верујте ми, ускоро ће [   Подестино време у бурету“ убрзо након што је тврдио да је био у контакту са Викиликсом и пре него што је Викиликс објавио Подестине мејлове . Стоун је негирао да има било каква унапред сазнања о хаку е-поште Подеста или било какву везу са руским обавештајним службама, наводећи да се његов ранији твит заправо односио на извештаје о сопственим везама Групе Подеста са Русијом. Стоун је на крају именовао Рендија Кредика, који је интервјуисао и Асанжа и Стоуна за радио емисију, као свог посредника са Асанжом.
У јуну 2018. Стоун је открио да се током кампање састао са једним Русом, који је желео да Трамп плати два милиона долара за „прљавштину о Хилари Клинтон“. Ово откривање је у супротности са Стоуновим ранијим тврдњама да се током кампање није срео ни са једним Русом. Састанак коме је Стоун присуствовао организовао је помоћник у кампањи Доналда Трампа, Мајкл Капуто, и предмет је истраге Роберта Милера.
Консултант за нафтну индустрију Картер Пејџ је контролисао комуникацију од стране ФБИ по налогу ФИСА-е почев од 2014. и поново од октобра 2016. након што је осумњичен да је деловао као агент за Русију. Пејџ је за Вашингтон пост рекао да то сматра "неоправданим, политички мотивисаним надзором владе". Пејџ је разговарао са Кисљаком током Републиканске националне конвенције 2016. године, као спољнополитички саветник Доналда Трампа. Године 2013. састао се са Виктором Подобнијем, тада млађим аташеом у Руској Сталној мисији при Уједињеним нацијама, на енергетској конференцији и дао му документе о енергетској индустрији САД. Подобни је касније оптужен за шпијунирање, али је од кривичног гоњења заштићен дипломатским имунитетом . ФБИ је интервјуисао Пејџа 2013. у оквиру истраге о Подонијевом шпијунском ланцу, али никада није оптужио Пејџа за неправде.
Милер Репорт је такође открио да је престолонаследник Абу Дабија Мохамед бин Зајед Ал Нахјан (МбЗ) пришао Ричарду Герсону, финансијеру и пријатељу Џареда Кушнера, како би договорио састанке са Трампом. Руски бизнисмен Кирил Дмитријев, који је био близак Владимиру Путину и оснивачу Блацкватера Ерику Принсу, разговарао је са Герсоном о "плану помирења" за САД и Русију, који је касније подељен са Кушнером. МбЗ је такође саветовао Трампа о опасностима Ирана и палестинским мировним преговорима. Званичници УАЕ су 11. јануара 2017. организовали састанак на Сејшелима између Принца и Дмитријева. Разговарали су о повратном каналу између Трампа и Путина, заједно са блискоисточном политиком, посебно о Сирији и Ирану. Амерички званичници рекли су да ФБИ истражује састанак.
Зет и виши саветник Доналда Трампа, Џаред Кушнер, у свом захтеву за тајну проверу безбедности, није открио бројне састанке са страним званичницима, укључујући амбасадора Кисљака и Сергеја Горкова, шефа руске државне банке Внешекономбанк. Кушнерови адвокати су пропусте назвали "грешком". Внешекономбанка је саопштила да је састанак био везан за пословање, у вези са Кушнеровим управљањем Кусхнер Цомпаниес. Међутим, Трампова администрација је дала другачије објашњење, рекавши да је реч о дипломатском састанку.
Дана 30. маја 2017. и панели Конгреса Представничког дома и Сената затражили су од личног адвоката председника Трампа Мајкла Коена да „пружи информације и сведочења“ о било каквој комуникацији коју је Коен имао са људима повезаним са Кремљом. Коен је покушао да контактира портпарола Кремља Дмитрија Пескова током кампање 2016, тражећи помоћ у унапређењу планова за Трампову кулу у Москви.
У мају 2017. дугогодишњи републикански оперативац Питер В. Смит потврдио је за Тхе Валл Стреет Јоурнал да је током кампање 2016. био активно укључен у покушаје да добије мејлове за које је веровао да су хаковани са рачунарског сервера Хилари Клинтон. У тој потрази је контактирао неколико познатих хакерских група, укључујући и неке руске групе. Тврдио је да је радио у име Трамповог саветника за кампању (касније саветника за националну безбедност) Мајкла Флина и Флиновог сина. Отприлике у исто време, појавили су се обавештајни извештаји да руски хакери покушавају да дођу до Клинтонове мејлове како би их проследили Флину преко неименованог посредника.
Пет хакерских група које је Смитх контактирао, укључујући најмање две руске групе, тврдиле су да имају Клинтонову е-пошту. Приказане су му неке информације, али није био убеђен да су истините, и предложио је да их хакери дају Викиликсу . У документу који описује Смитове планове тврди се да су Флин, Келијан Конвеј, Стив Бенон и други саветници у кампањи координирали са њим „у мери која је дозвољена као самостални трошак“. Бела кућа, званичник кампање, Конвеј и Бенон су негирали било какву везу са Смитовим напорима. Британски блогер Мет Тејт рекао је да га је Смит контактирао – зачудо, отприлике у исто време када је Трамп позвао Русе да добију нестале мејлове Хилари Клинтон – како би га замолио да помогне у аутентификацији било каквог материјала који би могао да дође. Десет дана након интервјуа за Тхе Валл Стреет Јоурнал, Смит је извршио самоубиство у хотелској соби у Минесоти, наводећи као разлог погоршање здравља.

## Стил
У јуну 2016, Кристофер Стил, бивши агент МИ6, ангажовао је Фусион ГПС да спроведе опозиционо истраживање о Доналду Трампу. У октобру 2015, пре него што је Стил ангажован, Трампови републикански политички противници су ангажовали Фусион ГПС да спроведу опозиционо истраживање о Трампу. Када су зауставили своје финансирање, Фусион ГПС је ангажовао Стила да настави то истраживање, али са више фокуса на Трампове руске везе. У почетку, Стил није знао идентитете крајњих клијената Фусион ГПС-а, који више нису били републиканци, већ Демократски национални комитет и Клинтонова кампања. Његови извештаји, засновани на информацијама које су дали његови свесни и несвесни руски извори и извори блиски Трамповој кампањи, укључивали су наводни компромат који би Трампа могао учинити подложним уценама из Русије.
У октобру 2016, компилација од 33 странице је подељена са часописом Мотхер Јонес, који је описао неке од својих садржаја, али други мејнстрим медији о томе нису извештавали јер нису могли да потврде кредибилитет материјала. У децембру 2016. додане су још две странице у којима се наводи да је Трампов адвокат покушао да плати онима који су хаковали ДНЦ и да се договорио да прикрије све доказе о њиховим делима. 5. јануара 2017. америчке обавештајне агенције обавестиле су председника Обаму и новоизабраног председника Трампа о постојању ових докумената. На крају, досије је у целости објавио БуззФеед Невс 10. јануара 
У октобру 2016, ФБИ је користио досије као део свог оправдања да добије налог ФИСА за наставак надгледања бившег Трамповог саветника за спољну политику Картера Пејџа. Међутим, званичници нису хтели да кажу шта је тачно или колики део досијеа заправо потврђен.
Џон Бренан и Џејмс Клапер су сведочили Конгресу да Стилов досије није играо никакву улогу у процени обавештајне заједнице  о руском мешању у изборе 2016, сведочењу које је поново потврђено у извештају двопартијског Сенатског одбора за обавештајне послове из априла 2020. Комитет је утврдио да досије Стил није коришћен у процени да би „подржао било коју од његових аналитичких пресуда“. У интервјуу са Крисом Воласом из Фокс њуза у децембру 2020. године, Бренан је рекао: „Стил досије није ни на који начин коришћен да подупре пресуде које су произашле из процене обавештајне заједнице о руским акцијама на изборима 2016... Било је толико других доказа и обавештајних података који подржавају те пресуде.“ 

## Истраге у току
Швајцарска је у децембру 2019. изручила руског бизнисмена Владислава Кљушина Сједињеним Државама, где ће се, како се извештава, суочити са питањима о мешању руске владе у изборе 2016, иако га америчка влада није јавно умешала.

## Коментар и реакције

### Јавно мњење
Анкете спроведене почетком јануара 2017. показале су да 55% испитаника верује да се Русија мешала у изборе; 51% верује да је Русија интервенисала путем хаковања. Ажурирано: фебруар 2017.  Истраживања јавног мњења су показала партијски поделе о важности учешћа Русије у изборима 2016. У то време, међутим, шире питање односа Трампове администрације са Русијом није се чак ни регистровало међу најважнијим проблемима са којима се суочавају САД  Анкета НБЦ Невс / Валл Стреет Јоурнал показала је да 53 процента жели да Конгрес истражи комуникације 2016. између Трампове кампање и руских званичника. Универзитет Куиннипиац открио је да 47 посто сматра да је то веома важно. Анкета из марта 2017. коју су спровели Асошиејтед прес и НОРЦ показала је да око 62 одсто испитаника каже да су барем умерено забринути због могућности да су Трамп или његова кампања имали неприкладне контакте са Русијом током кампање 2016.
Анкета из јануара 2017. коју је спровео Левада центар, највећа руска независна организација за испитивање јавног мњења, показала је да само 12% руских испитаника верује да се Русија „дефинитивно“ или „вероватно“ мешала у изборе у САД. Истраживање из децембра 2017. које је спровео Левада центар показало је да 31% руских испитаника сматра да је њихова влада покушала да утиче на унутрашње послове САД на значајан начин.
Анкета Универзитета Куиннипиац спроведена крајем марта и почетком априла 2017. показала је да 68% гласача подржава „независну комисију која истражује потенцијалне везе између неких саветника за кампању Доналда Трампа и руске владе“. Анкета NBC News / Wall Street Journal из априла 2017. показала је да испитаници имају мало поверења у истрагу Конгреса о руском мешању у изборе. Анкета је показала да је отприлике 73% подржало „нестраначку, независну комисију“ која би испитала умешаност Русије у изборе. Анкета ABC News / Вашингтон поста спроведена у априлу 2017. показала је да 56 одсто испитаника мисли да је Русија покушала да утиче на изборе.
Анкета Универзитета Монмут у мају 2017, спроведена након смене Џејмса Комија, показала је да „скоро 6 од 10 Американаца мисли да је или веома (40%) или донекле (19%) вероватно да је Коми отпуштен како би успорио или заустави истрагу ФБИ-ја о руском мешању у изборе 2016. и могућим везама са Трамповом кампањом“. Као и друга недавна истраживања јавног мњења, већина, 73%, рекла је да истрагу ФБИ треба наставити.
Анкета NBC News / Валл Стреет Јоурнал из јуна 2017. показала је да су испитаници вероватније веровали Џејмсу Комију у односу на Трампа када су у питању њихови различити ставови који стоје иза разлога за Комијеву смену. Истраживање је показало да је 45 одсто испитаника више веровало Комију него Трампу. Анкета је такође показала да је број испитаника који не одобравају Трампову одлуку да отпусти Комија - 46 одсто - већи него када је исто питање постављено у мају исте године. 53% испитаника је рекло да верује да се Русија мешала у председничке изборе 2016. године, али се број мења према партијској припадности. 78 одсто демократа је рекло да верује да је било мешања, наспрам 26 одсто републиканаца који су се сложили. Анкета НПР / ПБС НевсХоур / Марист Цоллеге спроведена крајем јуна 2017. показала је да 54% испитаника верује да је Трамп или учинио „нешто незаконито“ или „нешто неетично, али не и незаконито“ у својим односима са руским председником Владимиром Путином . Анкета је показала да је 73 одсто републиканаца рекло да сам Трамп није урадио "ништа лоше", док 41 одсто демократа верује да је Трамп урадио нешто што је незаконито. Поред тога, 47% је рекло да мисли да Русија представља велику претњу будућим америчким изборима, док је 13% испитаника рекло да Русија уопште не представља претњу.
Анкета ABC News / Вашингтон поста из јула 2017. показала је да је 63% испитаника рекло да је „неприкладно да се Трампов син, зет и менаџер кампање састају са руским адвокатом током кампање “. Анкета је такође показала да шест од десет укупно сматра да је Русија покушала да утиче на изборе, при чему је 72 одсто рекло да мисли да је Трамп имао користи и да „67 одсто мисли да су чланови његове кампање намерно помогли тим напорима“.
Анкете спроведене у августу 2017. показале су широко распрострањено неодобравање и неповерење у Трампово вођење истраге. Анкета ЦНН /ССРС спроведена почетком августа показала је да само 31 одсто испитаника одобрава Трампово поступање по овом питању. Анкета је такође приметила да 60 одсто одраслих „сматра да је то озбиљна ствар коју треба у потпуности истражити“. Што се тиче страначке линије, анкета је показала да 15 одсто демократа и 56 одсто републиканаца одобрава Трампово поступање по овом питању. Галупова анкета из истог месеца показала је сличне трендове. Анкета је показала да је 25 одсто испитаника рекло да је Трамп деловао незаконито у односима са Русима. Анкета је показала да 6% републиканаца и републиканаца сматра да је Трамп урадио нешто незаконито у својим односима са Русима. Анкета коју је спровео Институт за истраживање јавних религија показала је да је 58% испитаника изразило негативан став о Русији, док је 25% имало позитиван став о земљи. Анкета је такође показала да 48 одсто верује да „постоје јасни докази да се Русија мешала у изборе 2016. како би помогла Трамповој кампањи“. Шире питање односа Трампове администрације са Русијом, међутим, није идентификовало више од једног процента испитаника у Галуповом праћењу „Најважнијег проблема“ ни у једном тренутку од фебруара 2017. (Од јула 2018. било је мање од пола процента.) 
Ипсос-ова анкета из јула 2018. показала је да 60% Американаца верује да се Русија мешала у председничке изборе 2016. године, при чему 85% демократа и 53% независних верује у то у поређењу са 46% републиканаца. 66% демократа је одобрило истрагу специјалног тужиоца у поређењу са 32% републиканаца и 36% независних. Поред тога, 75% републиканаца верује да је истрага специјалног тужиоца резултат пристрасности против Трампа. У поређењу са 32% демократа и 36% независних.
Анкета Ипсос/Ројтерс из јула 2018. показала је да 56% Американаца верује да се Русија мешала у подршку Трампу.
Анкета из марта 2019. објављена након што су извештаји о налазима Муеллеровог извештаја открили да је 48% испитаника рекло да верује да је „Трамп или неко из његове кампање радио са Русијом како би утицао на изборе 2016. године“; 53% је рекло да је „Трамп покушао да заустави истраге о руском утицају на његову администрацију“; и „Демократе су [биле] много вероватније него републиканци да верују да је Трамп био у дослуху са Русијом и ометао правду“. Осим тога, 39 одсто испитаника сматра да Трампа „треба опозвати“, док је 49 одсто рекло да не би требало.

### Хилари Клинтон
Хилари Клинтон је 15. децембра 2016. рекла да је свој губитак на изборима 2016. делимично приписала мешању Русије које је организовао Путин. Клинтонова је рекла да Путин има личну љутњу на њу и повезала своја осећања са њеном критиком руских законодавних избора 2011. године, додајући да сматра да је она одговорна за подстицање руских протеста 2011-13 . Она је извукла конкретну везу из својих тврдњи из 2011. као државног секретара САД да је Путин намештао изборе те године, са његовим поступцима на америчким изборима 2016. године. Током треће дебате, Клинтонова је изјавила да Путин фаворизује Трампа, „јер би радије имао марионету за председника Сједињених Држава“. Клинтонова је рекла да је Путин, лично напао њу мешањем у изборе, додатно ударио и на амерички демократски систем. Она је рекла да су сајбер напади већи проблем од утицаја на њену кандидатуру и назвала их покушајем напада на националну безбедност Сједињених Држава . Клинтонова је напоменула да није успела у довољној мери објавити медијима сајбер нападе на њену кампању у месецима који су претходили изборима. Она је изразила своју подршку предлогу који су изнели сенатори обе стране, да се успостави истражно веће које ће испитати ово питање слично Комисији за 11. септембар .

### Републички национални комитет
Шеф Трамповог штаба и одлазећи председник РНЦ Рајнс Прибус рекао је у децембру 2016. да још увек не зна ко је хаковао компјутерске сервере ДНЦ-а.
РНЦ је рекао да није било упада у његове сервере, док је потврђивање налога е-поште појединачних републиканаца (укључујући Колина Пауела) прекршено. Више од 200 мејлова од Колина Пауела постављено је на веб сајт ДЦ Леакс. Прибус се појавио у емисији Meet the Press 11. децембра 2016. и одбацио закључке ЦИА. Прибус је рекао да је ФБИ истражио и открио да РНЦ сервери нису хаковани.

### Доналд Трaмп
Пре своје председничке кандидатуре, Доналд Трамп је дао изјаве за Фокс њуз 2014. у којима се сложио са оценом тадашњег директора ФБИ Џејмса Комија о хаковању против САД од стране Русије и Кине. Трампу је пуштен снимак Комија из 60 минута који говори о опасностима сајбер напада. Трамп је изјавио да се слаже са проблемом сајбер претњи које представља Кина, и нагласио да постоји сличан проблем према САД који представља Русија.
У септембру 2016, током прве председничке дебате, Трамп је рекао да сумња да ли неко зна ко је хаковао ДНЦ, и оспорио руско мешање. Током друге дебате, Трамп је рекао да можда уопште није било хаковања и упитао зашто је одговорност стављена на Русију.
Током треће дебате Трамп је одбацио Клинтонову тврдњу да је Путин фаворизовао Трампа. Трампове речи „наша земља нема појма“ и „сумњам у то“ биле су дубоко шокантне за Британце јер су „сви савезници у НАТО-у “ и „све америчке обавештајне агенције“ били „сигурни да Русија стоји иза хаковања“, каже Курт Ајхенвалд из Невсвеек. Трамп је демантовао ове закључке „на основу апсолутно ничега. ... То што ће се тако агресивно борити да очисти Путина и бацити псовке на све западне обавештајне агенције, оставило је британске званичнике опуштене.“ 
После избора, Трамп је одбацио анализу ЦИА-е и устврдио да су извештаји политички мотивисани да се одврате од изборног пораза демократа. Трампов транзициони тим је у кратком саопштењу навео: „Ово су исти људи који су рекли да Садам Хусеин има оружје за масовно уништење. Међутим, обавјештајни аналитичари укључени у праћење руских активности били су другачији од оних који су процјењивали да Ирак има залихе оружја за масовно уништење, док су реформе након рата у Ираку смањиле вјероватноћу да сличне грешке дођу до највиших нивоа америчке обавјештајне заједнице. Трамп је одбацио извештаје о мешању Русије, назвавши их „смешним“; окривио је демократе узнемирене изборним резултатима за објављивање ових извештаја, и цитирао изјаву Џулијана Асанжа да је „14-годишњи клинац могао да хакује Подесту“. Након што је Обама протерао 35 руских дипломата и најавио даље санкције Русији, Трамп је похвалио Путина што се уздржавао од узвратних мера против Сједињених Држава док Трампова администрација не изнесе своју политику према Русији.
Дана 6. јануара 2017, након састанка са припадницима америчких обавештајних агенција, Трамп је објавио изјаву у којој је рекао: сајбер рат није имао никаквог утицаја на изборе и није нанео штету гласачким машинама. У истој изјави, он је обећао да ће формирати националну оперативну групу за сајбер безбедност која ће припремити план против хаковања у року од 90 дана од ступања на дужност. Позивајући се на кршење података Канцеларије за управљање особљем 2015. године, Трамп је рекао да је под „политичким ловом на вештице“ и запитао се зашто нема фокуса на Кину. Два дана касније, Рајнс Прибус је рекао да је Трамп почео да признаје да су „ентитети у Русији“ умешани у цурење података ДНЦ. Трамп је 11. јануара 2017. признао да је Русија вероватно била извор цурења информација, иако је такође рекао да је то могла бити нека друга земља.
Дана 11. новембра 2017, након састанка са Владимиром Путином на самиту у Вијетнаму, Трамп је рекао: „Управо сам га поново питао. Рекао је да се апсолутно није мешао у наше изборе. ... Сваки пут када ме види каже: 'Нисам то урадио' и заиста верујем да када ми то каже, то и мисли.“ Трамп је наставио да супротстави Путиново „веома оштро, жестоко“ изречено порицање са речима бивших америчких обавештајних званичника које је назвао „политичким хаковима“: Џона Бренана, Џејмса Клапера и „лажљивца“ и „процуритеља“ Џејмса Комија. Али дан касније, када је замољен да појасни своје коментаре, Трамп је рекао: „Што се тиче веровања или не, ја сам са нашим [обавештајним] агенцијама, посебно како су тренутно конституисане. Бренан и Клепер, гостујући на ЦНН-у, изразили су забринутост што Трамп „даје Путину пролаз“ и показује руском лидеру да „Доналда Трампа могу глумити страни лидери који ће се допасти његовом егу и покушати да поиграју његову несигурност. " 
Тхе Вашингтон Пост је 2019. открио да је (према бившим званичницима) у мају 2017. Трамп приватно рекао руским званичницима Сергеју Лаврову и Сергеју Кисљаку да није забринут због мешања Русије у америчке изборе. Почетком октобра 2022, Њујорк тајмс је известио да је Трамп задржао тајне владине документе које је ФБИ пронашао у његовом пребивалишту у Мар-а-Лагу раније исте године са намером да изврши притисак на агенцију да их размени за досијее који наводно поткрепљују његове тврдње да свако руско мешање током избора било је "превара", као што је он стално говорио у јавности.

Бренан није рекао да нема доказа о дослуху. Он је јасно ставио до знања да је био узнемирен обимом контаката између Трамповог тима и Москве.... Бренан је више пута наглашавао да је тај дослух можда био ненамеран, барем у почетку пошто је руска обавештајна служба била спретна у прикривању својих приступа потенцијалним агентима . „Често, појединци на издајничком путу ни не схватају да су на том путу док не буде прекасно“.

У Стиловом досијеу се наводи да Руси имају компромат о Трампу који би могао да се користи да га уцене и да је Кремљ обећао да се компромат неће користити све док он настави сарадњу са њима. Трампове акције на самиту у Хелсинкију 2018. „многе су навеле да закључе да је Стилов извештај тачнији него не. ... Трамп је стао на страну Руса због процене америчке обавештајне заједнице да је Москва извела свеопшти напад на изборе 2016. ... Заједничка конференција за новинаре ... зацементирао страх међу некима да је Трамп у Путиновом џепу и подстакао двостраначку реакцију.“ 
На заједничкој конференцији за новинаре, упитан директно о тој теми, Путин је негирао да је имао било какав компромат о Трампу. Иако је Трамп наводно добио „поклон од Путина“ током викенда избора, Путин је тврдио „да није ни знао да је Трамп био у Русији на избору за мис универзума 2013. године када је, према Стиловом досијеу, снимак Трампа био тајно снимљен да га уцењује“. Неколико оперативаца и адвоката у обавештајној заједници САД оштро је реаговало на Трампов наступ на самиту. Они су то описали као „подложни[це] Путину“ и „ватрену одбрану руске војне и сајбер агресије широм света, као и њено кршење међународног права у Украјини“, што су видели као „штетно по интересе САД“. Такође су сугерисали да је он или „руска предност“ или „корисни идиот“ за Путина, и да личи на „Путинову марионету“. Бивши директор Националне обавештајне службе Џејмс Клапер се запитао „да ли Руси имају нешто о Трампу”, а бивши директор ЦИА Џон О. Бренан, који је оптужио Трампа за „издају”, твитовао је: „Он је у потпуности у Путиновом џепу. " 
Бивши вршилац дужности директора ЦИА Мајкл Морел назвао је Трампа „несвесним агентом Руске федерације“, а бивши директор ЦИА Мајкл В. Хејден рекао је да је Трамп „корисна будала“ којом „манипулише Москва“. Председница Представничког дома Ненси Пелоси довела је у питање Трампову лојалност када га је питала: „[Зашто] сви путеви воде до Путина?“ 
Инет, израелски сајт за вести на мрежи, известио је 12. јануара 2017. да су америчке обавештајне службе саветовале израелске обавештајне службенике да буду опрезни у размени информација са долазећом Трамповом администрацијом, све док се могућност руског утицаја на Трампа, сугерисана Стиловим извештајем, не смањи. је у потпуности истражен.
Бивши шпијун Јуриј Швец, који је био партнер убијеног Александра Литвињенка, верује да је КГБ гајио Трампа као предност више од 40 година. Јуриј Швец, извор новинара Крега Унгера, упоредио је бившег председника са Кембриџ петорком која је тајне пренела Москви. Шветс верује да је Семјон Кислин био „спотер агент” који је Трампа идентификовао као предност 1980. године. Између осталог Шветс истиче Трампову посету Совјетском Савезу 1987. Јуриј Шветс верује да је Трамп био храњен КГБ-овим речима. На пример, после Трамповог повратка у Њујорк, Трамп је објавио огласе на целој страни у главним новинама у којима су критиковали америчке савезнике и потрошњу на НАТО. Јуриј Швец тврди да је у главној управи КГБ-а у Јасеневу добио телеграм у којем се оглас прославља као успешна " активна мера ". Шветс је Мулеров извештај описао као „велико разочарење“ јер се фокусира само на „питања у вези са злочином“, а не на „контраобавештајне аспекте“.
Новинар Лук Хардинг је тврдио да је Трампову посету Совјетском Савезу 1987. године организовао КГБ као део напора КГБ-а да регрутује шири спектар агената.

### Мајк Пенс
У интервјуу 14. фебруара 2018, Пенс је рекао: „Без обзира на напоре које су у 2016. уложиле стране силе, универзални је закључак наших обавештајних заједница да ниједан од тих напора није имао никакав утицај на исход избора 2016. године. "  (У ствари, у јануару 2017. обавештајна заједница је објавила изјаву у којој се каже: „Нисмо дали процену утицаја руских активности на исход избора 2016. године.“)  Пенс је додао: „То не значи да није било напора, а знамо да их је било — било је напора Русије и вероватно других земаља. Ми то схватамо веома озбиљно.“ 

### Обавештајна заједница
Процена ЦИА-е, и Трампово одбацивање ње, створили су расцеп без преседана између новоизабраног председника и обавештајне заједнице. Дана 11. децембра 2016, амерички обавештајни званичници одговорили су на Трампово осуђивање њихових налаза у писаној изјави и изразили згроженост што је Трамп оспорио њихове закључке као политички мотивисане или нетачне. Написали су да су обавештајни званичници мотивисани да бране националну безбедност САД. Чланови обавештајне заједнице плашили су се одмазде Доналда Трампа када је преузео дужност.
Бивши директор ЦИА-е Мајкл Морел рекао је да је страно мешање у америчке изборе егзистенцијална претња . Бивши портпарол ЦИА- е Џорџ Е. Литл осудио је Трампа што је одбацио процену ЦИА-е, рекавши да је нетипичан одговор новоизабраног председника срамотан и да је оцрнио храброст оних који служе у ЦИА-и ризикујући своје животе.
Бивши директор НСА и директор ЦИА-е Мајкл В. Хејден је тврдио да Трампово противљење обавештајној заједници сигнализира да ће се администрација мање ослањати на обавештајне податке за креирање политике. Независни председнички кандидат и бивши обавештајац ЦИА Еван Мекмалин критиковао је републиканско руководство због неуспеха да адекватно одговори на мешање Русије у изборни процес. Мекмулин је рекао да су републикански политичари свесни да су јавно објављене информације о мешању Русије вероватно врх леденог брега у односу на стварну претњу. Бивши директор НСА Мајкл В. Хејден изјавио је да је мешање Русије у председничке изборе 2016. „најуспешнија операција тајног утицаја у историји”. Хејден је отишао даље рекавши да је Трамп „корисна будала ... манипулисала Москва“  .
У извештају директора Националне обавештајне службе из јануара 2017. наводи се да обавештајна заједница „није направила процену утицаја руских активности на исход избора 2016. године“. Упркос томе, директор ЦИА Мајк Помпео тврдио је да „руско мешање које се догодило није утицало на исход избора“ на догађају који је организовала Фондација за одбрану демократија 19. октобра 2017. године. Портпарол агенције ЦИА Дин Бојд повукао је своје примедбе следећег дана рекавши да су направљене грешком.

### Изборни колеџ
Дана 10. децембра 2016, десет електора, на челу са Кристин Пелоси, ћерком бивше председнице Представничког дома Сједињених Држава Ненси Пелоси (Д-ЦА), написали су отворено писмо директору Националне обавештајне службе Џејмсу Клаперу захтевајући обавештајни брифинг о истрагама страна интервенција на председничким изборима. Педесет осам додатних електора је накнадно додало своја имена писму, чиме је укупан број електора износио 68 из 17 различитих држава. Кампања Клинтонове подржала је позив за тајни брифинг за бираче. Захтев за брифинг је одбијен 16. децембра 2016. године.

### Русија
Руска влада је првобитно категорично порицала било какву умешаност у америчке председничке изборе. До јуна 2016. портпарол Кремља Дмитриј Песков је негирао било какву повезаност руске владе са хакерима ДНЦ за које је окривљена Русија. На форуму дискусионог клуба Валдај у октобру 2016, Путин је осудио америчку „һистерију“ због наводног руског мешања.
Када се у децембру 2016. појавио нови обавештајни извештај, Сергеј Лавров, министар спољниһ послова Русије, поново је одбацио оптужбе.  Током конференције за новинаре, Путин је скренуо питања о том питању оптужујући америчку Демократску партију да је жртвено јагње против Русије након пораза на председничким изборима.
У јуну 2017, Путин је рекао да су "патриотски настројени" руски хакери могли бити одговорни за сајбер нападе на САД током кампање 2016, док је наставио да негира умешаност владе. Путинови коментари су поновили сличне коментаре које је раније исте недеље дао француском листу Ле Фигаро . Неколико дана касније рекао је: „Председници долазе и одлазе, чак се мењају и странке на власти, али се главни политички правац не мења. Зато нас, у великој шеми ствари, није брига ко је на челу Сједињениһ Држава. Мање-више знамо шта ће се догодити. И тако у том погледу, чак и да желимо, не би имало смисла да се мешамо.“  Путин се такође позвао на то и критиковао спољну политику САД, рекавши: „Ставите прст било где на мапи света и свуда ћете чути притужбе да се амерички званичници мешају у унутрашње изборне процесе“.
У марту 2018. Путин је сугерисао да су „Украјинци, Татари, Јевреји, само са руским држављанством” можда били криви за мешање у изборе у САД, и сугерисао да су „можда Американци платили за овај посао”. Путинову изјаву критиковали су Лига за борбу против клевете и Амерички јеврејски комитет ; обојица су упоредили његове коментаре са Протоколима сионскиһ мудраца, антисемитском обманом која је први пут објављена у Русији почетком 20. века. Боруһ Горин, истакнути рабин у Москви, рекао је да преводу Путиновог коментара на енглески недостаје критичка нијанса и да су руски Јевреји углавном равнодушни према њему.

### Columbia Journalism Review
У 4-делној серији из 2023. у часопису Columbia Journalism Review, Џеф Герт, истраживачки новинар добитник Пулицерове награде, поново је проценио улогу штампе у извештавању о Трамповој улози у руском мешању. Више мејнстрим извора одбацило је Гертове тврдње, међу њима Дејвид Корн, Џо Конасон, Џонатан Чејт, Рејчел Медоу, Кети Јанг, Ден Кенеди, и Данкан Кембел .